# Reino de Itália (1861–1946)
O Reino da Itália (em italiano: Regno d'Italia) foi um estado que existiu desde 17 de março de 1861, quando Vítor Emanuel II da Sardenha foi proclamado Rei da Itália, até 2 de junho de 1946, quando o descontentamento civil levou a um referendo institucional para abandonar a monarquia e formar a moderna República Italiana. O reino foi estabelecido através da unificação de vários estados ao longo de um processo de décadas, denominado Risorgimento. Esse processo foi influenciado pelo Reino da Sardenha liderado pela Casa de Saboia, que pode ser considerado o estado antecessor legal da Itália.
Em 1866, a Itália declarou guerra à Áustria em aliança com a Prússia e, após a sua vitória, recebeu a região de Vêneto. As tropas italianas entraram em Roma em 1870, encerrando mais de mil anos de poder temporal papal. Em 1882, a Itália entrou numa Tríplice Aliança com o Império Alemão e o Império Austro-Húngaro, na sequência de fortes divergências com a França sobre as suas respectivas expansões coloniais. Embora as relações com Berlim tenham se tornado muito amigáveis, a aliança com Viena permaneceu puramente formal, em parte devido ao desejo da Itália de adquirir Trentino e Trieste da Áustria-Hungria. Como resultado, a Itália aceitou o convite britânico para se juntar às Potências Aliadas durante a Primeira Guerra Mundial, já que as potências ocidentais prometeram uma compensação territorial (às custas da Áustria-Hungria) pela participação que era mais generosa do que a oferta de Viena em troca da neutralidade italiana. A vitória na guerra deu à Itália um assento permanente no Conselho da Liga das Nações.
Em 1922, Benito Mussolini tornou-se primeiro-ministro da Itália, inaugurando uma era de governo do Partido Nacional Fascista conhecida como "Itália Fascista". Os fascistas italianos impuseram um regime totalitário e esmagaram a oposição política e intelectual. Promoveram a modernização econômica e os valores sociais tradicionais. Eles proporcionaram uma reaproximação com a Igreja Católica Romana através dos Tratados de Latrão que criaram a Cidade do Vaticano como um estado soberano. No final da década de 1930, o governo fascista iniciou uma política externa mais agressiva. Isto incluiu a guerra contra o Império Etíope, lançada a partir da Eritreia Italiana e da Somalilândia Italiana, que resultou na sua anexação; confrontos com a Liga das Nações, levando a sanções; autarquia econômica crescente; e a assinatura do Pacto do Aço.
A Itália fascista tornou-se membro das Potências do Eixo na Segunda Guerra Mundial. Em 1943, a derrota germano-italiana em múltiplas frentes e os subsequentes desembarques aliados na Sicília levaram à queda do regime fascista. Mussolini foi preso por ordem do rei Vítor Emanuel III. O novo governo assinou um armistício com os Aliados em setembro de 1943. As forças alemãs ocuparam o norte e centro da Itália, estabelecendo a República Social Italiana, um estado-fantoche colaboracionista ainda liderado por Mussolini e os seus partidários fascistas. Como consequência, o país mergulhou na guerra civil, com o exército cobeligerante italiano e o movimento de resistência a lutar com as forças da República Social e os seus aliados alemães. Pouco depois da guerra e da libertação do país, o descontentamento civil levou ao referendo institucional que decidiu o atual Estado italiano.

## Visão geral

### Território
O Reino da Itália cobriu e por vezes excedeu a área terrestre da atual Itália. O reino expandiu gradualmente a sua área através da unificação italiana até 1870. Em 1919 anexou Trieste e Trentino-Alto Ádige/Südtirol. A Tríplice Entente prometeu conceder à Itália - caso o estado se juntasse aos Aliados na Primeira Guerra Mundial - várias regiões, incluindo o antigo Litoral Austríaco, partes ocidentais do antigo Ducado de Carniola, Norte da Dalmácia e notavelmente Zara, Šibenik e a maior parte das ilhas da Dalmácia (exceto Krk e Rab), de acordo com o Pacto Secreto de Londres de 1915.
Após a recusa do Presidente dos Estados Unidos Woodrow Wilson em reconhecer o Pacto de Londres e a assinatura do Tratado de Versalhes em 1919, com o Tratado de Rapallo em 1920, as reivindicações italianas sobre o Norte da Dalmácia foram abandonadas. Durante a Segunda Guerra Mundial, o reino ganhou território adicional na Eslovênia e na Dalmácia da Iugoslávia após sua dissolução em 1941.
O reino estabeleceu e manteve até o final da Segunda Guerra Mundial colônias, protetorados, ocupações militares e estados fantoches além de suas fronteiras. Estes incluíam Eritreia, Somalilândia Italiana, Líbia, Etiópia (anexada pela Itália de 1936 a 1941), Albânia (um protetorado italiano desde 1939), Somalilândia Britânica, parte da Grécia, Córsega, sul da França com Mônaco, Tunísia, Kosovo e Montenegro (todos territórios ocupados na Segunda Guerra Mundial) Croácia (estado cliente italiano e alemão na Segunda Guerra Mundial), e uma concessão de 46 hectares da China em Tianjin (ver concessão italiana em Tianjin). Essas colônias e terras estrangeiras ficaram sob controle italiano em épocas diferentes e assim permaneceram durante períodos diferentes.

### Governo

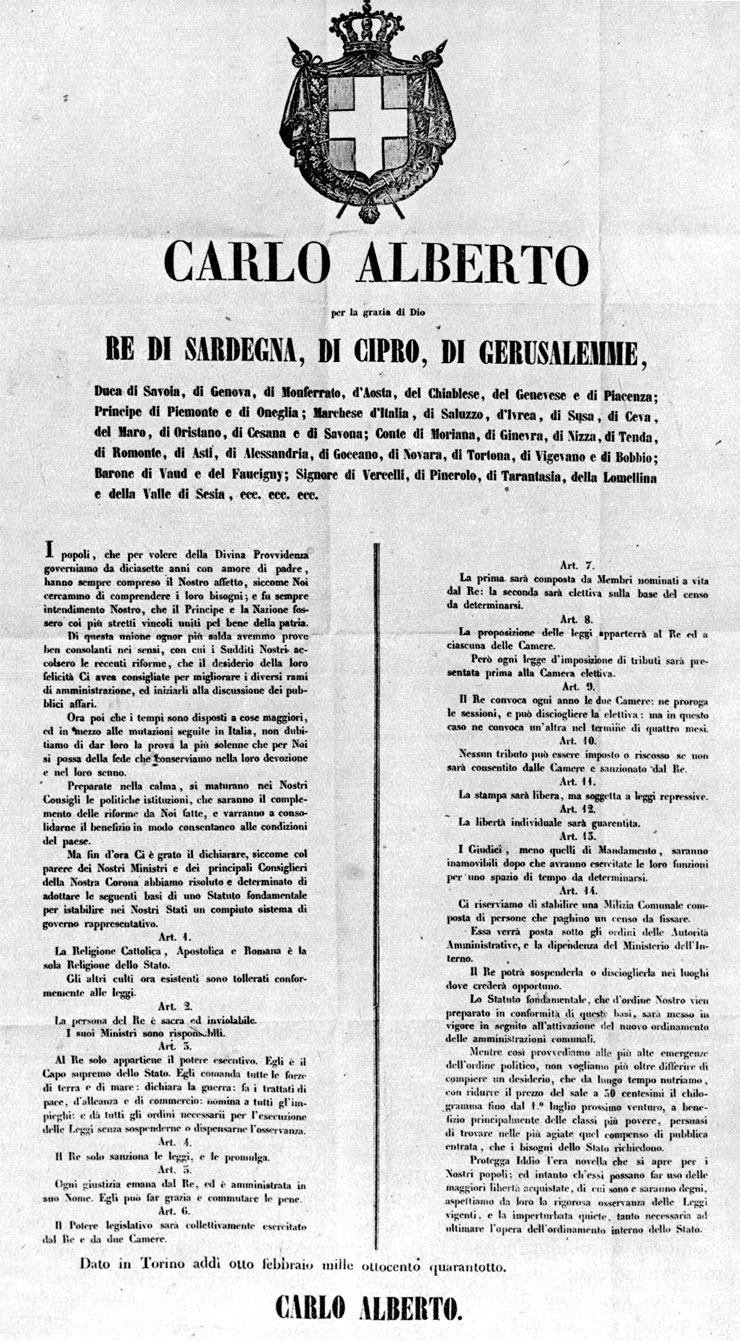
Aviso da proclamação do Statuto Albertino em 1848 pelo rei Carlos Alberto da Sardenha

O Reino da Itália era uma monarquia constitucional. O poder executivo pertencia ao monarca, que governava através de ministros nomeados. O poder legislativo era um parlamento bicameral composto por um senado nomeado e uma Câmara dos Deputados eletiva. O reino manteve como constituição o Statuto Albertino, documento que rege o Reino da Sardenha. Em teoria, os ministros eram responsáveis exclusivamente perante o rei. No entanto, nesta altura, um rei não poderia nomear um governo da sua escolha ou mantê-lo no cargo contra a vontade expressa do parlamento.
Os membros da Câmara dos Deputados foram eleitos através de um sistema de votação pluralista em distritos uninominais. Um candidato precisava do apoio de 50% dos votos e de 25% de todos os eleitores inscritos para ser eleito no primeiro turno. As vagas não adjudicadas na primeira votação foram preenchidas por meio de segundo turno realizado logo após as primeiras votações.
Após uma breve experimentação em 1882 com distritos multi-membros, a representação proporcional com círculos eleitorais grandes, regionais e com vários assentos foi introduzida após a Primeira Guerra Mundial, os Socialistas, tornei-me o partido principal. Ainda assim, não conseguiram formar um governo num parlamento dividido em três facções diferentes, com populistas cristãos e liberais clássicos. As eleições ocorreram em 1919, 1921 e 1924: nesta última ocasião, Mussolini aboliu a representação proporcional, substituindo-a pela Lei Acerbo, pela qual o partido que obteve a maior parcela dos votos obteve dois terços das cadeiras, o que deu ao Partido Fascista a maioria absoluta dos assentos na Câmara.
Entre 1925 e 1943, a Itália foi uma ditadura fascista quase de jure, uma vez que a constituição permaneceu formalmente em vigor sem alteração pelos fascistas, embora a monarquia também aceitasse formalmente as políticas e instituições fascistas. Ocorreram mudanças na política, consistindo na criação do Grande Conselho do Fascismo como órgão governamental em 1928, que assumiu o controle do sistema de governo, bem como na substituição da Câmara dos Deputados pela Câmara do Fáscio e da Corporação a partir de 1939.

### Estrutura militar[6]
- Rei da Itália - comandante supremo do Exército Real Italiano, da Marinha e mais tarde da Força Aérea de 1861 a 1938 e de 1943 a 1946
- Primeiro-marechal do Império - comandante supremo do Exército Real Italiano, Força Aérea, Marinha e Milícia Voluntária para Segurança Nacional de 1938 a 1943 durante a era fascista, detido por Vítor Emanuel III e Benito Mussolini
- Regio Esercito (Exército Real Italiano)
- Regia Marina (Marinha Real Italiana)
- Regia Aeronautica (Real Força Aérea Italiana)
- Milizia Volontaria per la Sicurezza Nazionale (Milícia Voluntária para a Segurança Nacional também conhecida como "MVSN" ou "Camisas-Negras") - milícia leal a Mussolini durante a era fascista, abolida em 1943.

### Monarcas

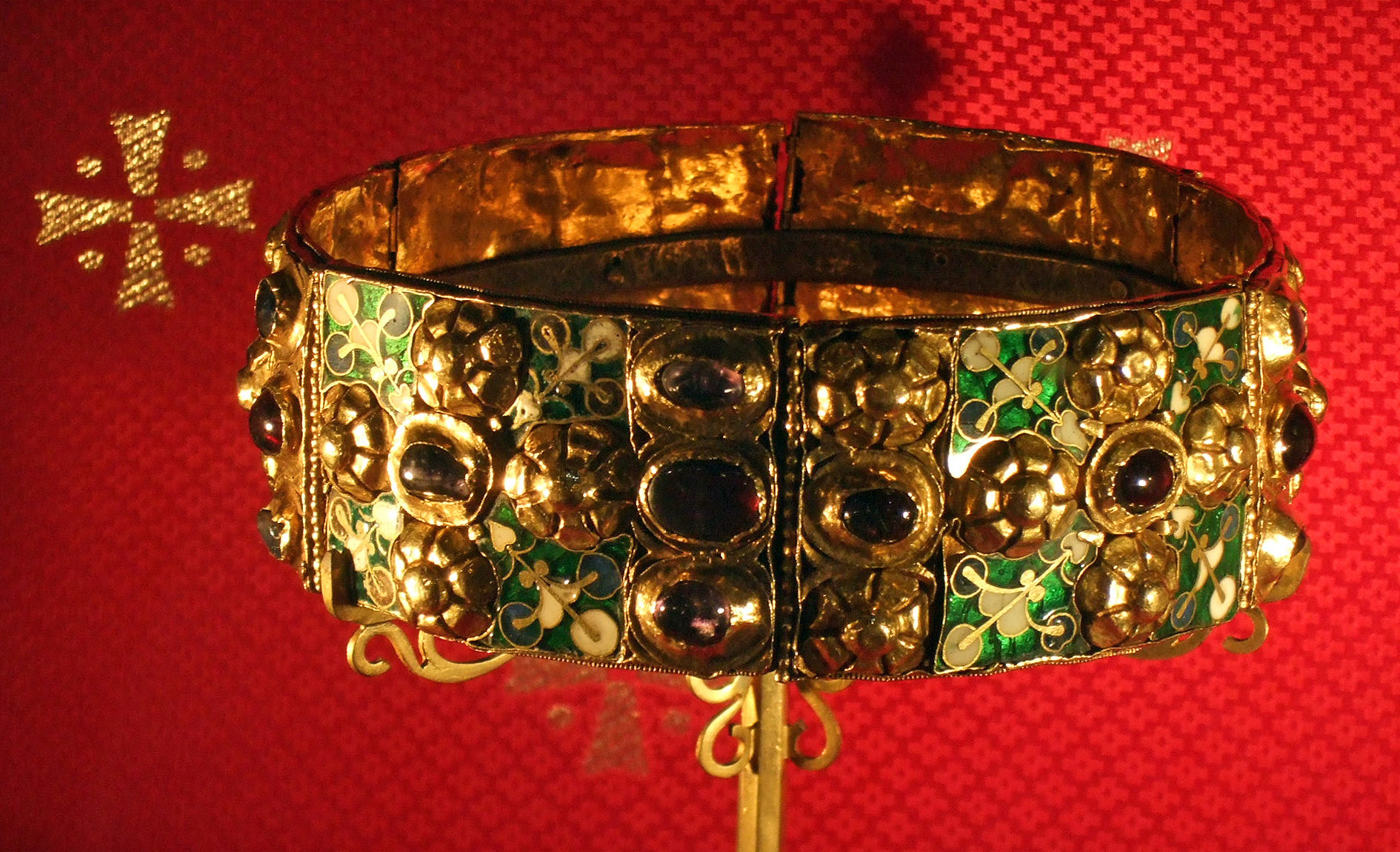
A Coroa de Ferro da Lombardia, durante séculos um símbolo dos reis da Itália

Os monarcas da Casa de Saboia que lideraram a Itália e seus respectivos reinados foram:
- Vítor Emanuel II (1861–1878) – último Rei da Sardenha e primeiro rei da Itália unida. Tomando emprestado do antigo título latino Pater Patriae dos imperadores romanos, os italianos deram-lhe o epíteto de Pai da Pátria (em italiano:  Padre della Patria).
- Humberto I (1878–1900) – aprovou a Tríplice Aliança com o Império Alemão e a Áustria-Hungria, assassinado em 1900 pelo anarquista Gaetano Bresci.
- Vítor Emanuel III (1900–1946) – Rei da Itália durante a Primeira e Segunda Guerra Mundial e durante o regime fascista de Benito Mussolini.
- Humberto II (1946) – o último rei da Itália que foi pressionado a convocar um referendo sobre se a Itália manteria a monarquia, mas os italianos votaram para se tornar uma república em vez de uma monarquia constitucional.

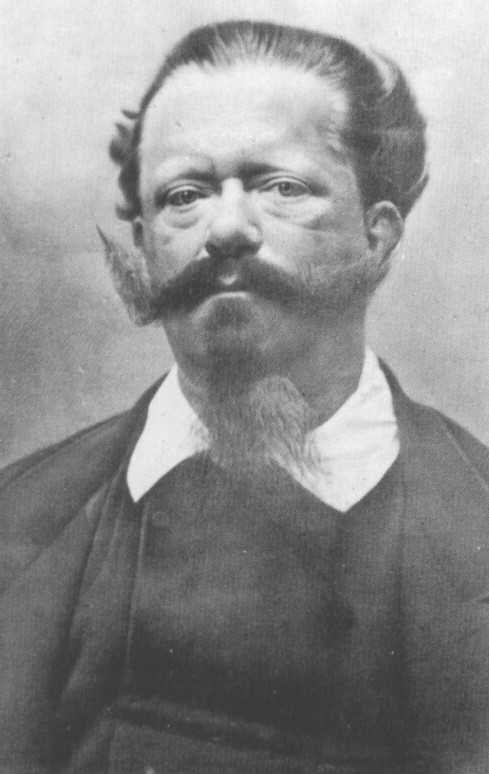
Vítor Emanuel II (1861–1878)
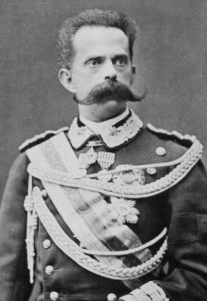
Humberto I (1878–1900)
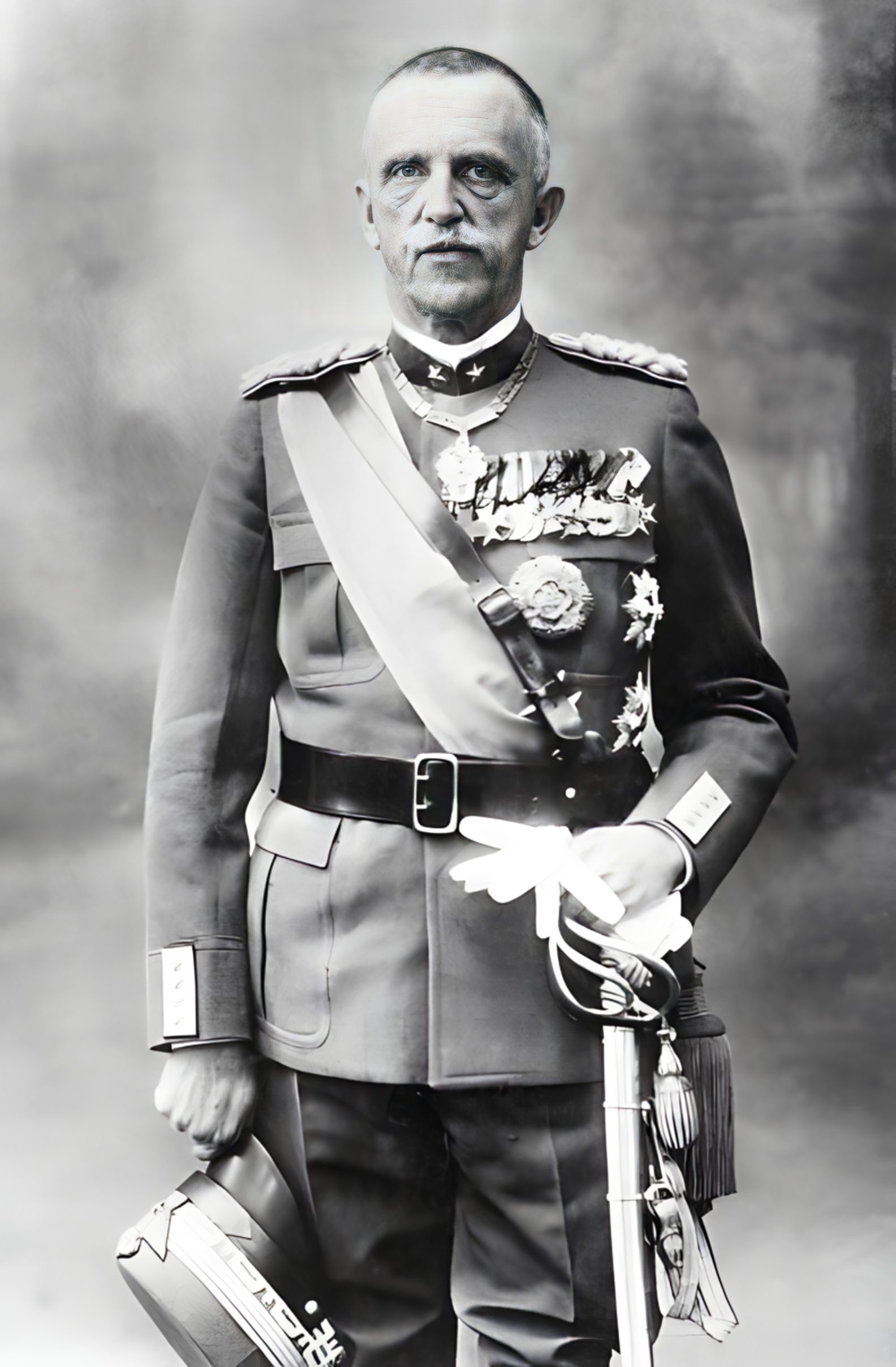
Vítor Emanuel III (1900–1946)
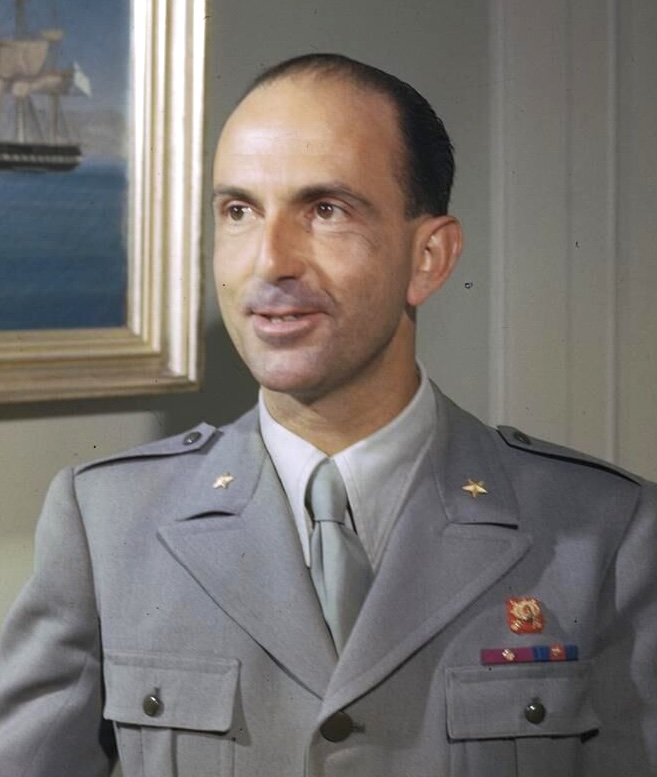
Humberto II (1946)

## História

### Processo de unificação (1848-1870)

Mapa animado da unificação italiana de 1829 a 1871

A criação do Reino de Itália foi o resultado de esforços concertados de nacionalistas italianos e monarquistas leais à Casa de Saboia para estabelecer um reino unido abrangendo toda a Península Itálica.
O nascimento do Reino de Itália foi o resultado dos esforços dos nacionalistas e monarquistas italianos leais à Casa de Saboia para estabelecer um reino unido abrangendo toda a Península Itálica. Após o Congresso de Viena em 1815, o movimento político e social de unificação italiana, ou Risorgimento, surgiu para unir a Itália consolidando os diferentes estados da península e libertá-la do controle estrangeiro. Uma figura radical proeminente foi o jornalista patriótico Giuseppe Mazzini, membro da sociedade revolucionária secreta Carbonari e fundador do influente movimento político Jovem Itália no início da década de 1830, que defendia uma república unitária e defendia um amplo movimento nacionalista. A sua prolífica produção de propaganda ajudou o movimento de unificação a permanecer ativo.
O membro mais famoso da Jovem Itália foi o revolucionário e general Giuseppe Garibaldi, conhecido pelos seus seguidores extremamente leais, que liderou o movimento republicano italiano pela unificação no sul da Itália. No entanto, a monarquia do Norte de Itália da Casa de Saboia no Reino da Sardenha, cujo governo era liderado por Camillo Benso, Conde de Cavour, também tinha ambições de estabelecer um estado italiano unido. No contexto das revoluções liberais de 1848 que varreram a Europa, uma malsucedida Primeira Guerra de Independência Italiana, liderada pelo rei Carlos Alberto da Sardenha, foi declarada na Áustria. Em 1855, o Reino da Sardenha tornou-se aliado da Grã-Bretanha e da França na Guerra da Crimeia, dando legitimidade à diplomacia de Cavour aos olhos das grandes potências. O Reino da Sardenha atacou novamente o Império Austríaco na Segunda Guerra de Independência Italiana de 1859, com a ajuda da França, resultando na libertação da Lombardia. Com base no Acordo de Plombières, o Reino da Sardenha cedeu a Saboia e Nice à França, acontecimento que provocou o êxodo niçardo, que foi a emigração de um quarto dos niçardos italianos para Itália.
Giuseppe Garibaldi foi eleito em 1871 em Nice para a Assembleia Nacional, onde tentou promover a anexação da sua cidade natal ao recém-nascido Estado unitário italiano, mas foi impedido de falar. Por causa desta negação, entre 1871 e 1872 ocorreram motins em Nice, promovidos pelos Garibaldini e chamados "Vésperas niçardas", que exigiam a anexação da cidade e sua área à Itália. Quinze pessoas simpáticas que participaram da rebelião foram julgadas e condenadas.
Em 1860-1861, Garibaldi liderou o esforço de unificação em Nápoles e Sicília (a Expedição dos Mil), enquanto as tropas da Casa de Saboia ocupavam os territórios centrais da península italiana, exceto Roma e parte dos Estados Papais. Teano foi o local do famoso encontro de 26 de outubro de 1860 entre Giuseppe Garibaldi e Vítor Emanuel II, último rei da Sardenha, no qual Garibaldi apertou a mão de Victor Emanuel e o saudou como rei da Itália; assim, Garibaldi sacrificou as esperanças republicanas em prol da unidade italiana sob uma monarquia. Cavour concordou em incluir o sul da Itália de Garibaldi, permitindo-lhe aderir à união com o Reino da Sardenha em 1860. Isso permitiu ao governo da Sardenha declarar um reino italiano unido em 17 de março de 1861. Vítor Emanuel II tornou-se então o primeiro rei de uma Itália unida, e a capital foi transferida de Turim para Florença. O título de "Rei da Itália" estava fora de uso desde a abdicação de Napoleão Bonaparte em 6 de abril de 1814.
Após a unificação da maior parte da Itália, eclodiram tensões entre os monarquistas e os republicanos. Em abril de 1861, Garibaldi entrou no parlamento italiano e desafiou a liderança de Cavour, acusando-o de dividir a Itália, e ameaçou uma guerra civil entre o Reino do Norte e as suas forças no Sul. Em 6 de junho de 1861, o homem forte do reino, Cavour, morreu. Durante a instabilidade política que se seguiu, Garibaldi e os republicanos adquiriram um tom cada vez mais revolucionário. A prisão de Garibaldi em 1862 gerou polêmica mundial.
Em 1866, Otto von Bismarck, Ministro-Presidente da Prússia, ofereceu a Vítor EmanueI II uma aliança com o Reino da Prússia na Guerra Austro-Prussiana. Em troca, a Prússia permitiria que a Itália anexe o Vêneto, controlado pela Áustria. O rei Emanuel concordou com a aliança e a Terceira Guerra da Independência Italiana começou. A Itália teve um mau desempenho na guerra com forças armadas mal organizadas contra a Áustria, mas a vitória da Prússia permitiu à Itália anexar o Vêneto. Neste ponto, permanecia um grande obstáculo à unidade italiana: Roma.
Em 1870, a Prússia entrou em guerra com a França, desencadeando a Guerra Franco-Prussiana. Para manter o grande exército prussiano afastado, a França abandonou as suas posições em Roma – que protegia os remanescentes dos Estados Papais e de Pio IX – para lutar contra os prussianos. A Itália beneficiou da vitória da Prússia contra a França ao assumir o controle dos Estados Papais da autoridade francesa. O Reino da Itália capturou Roma após várias batalhas e guerras de guerrilha travadas pelos zuavos papais e pelas tropas oficiais da Santa Sé contra os invasores italianos. A unificação da Itália foi concluída e a sua capital transferida para Roma. Vítor Emanuel, Garibaldi, Cavour e Mazzini foram referidos como os Quatro Pais da Pátria da Itália.

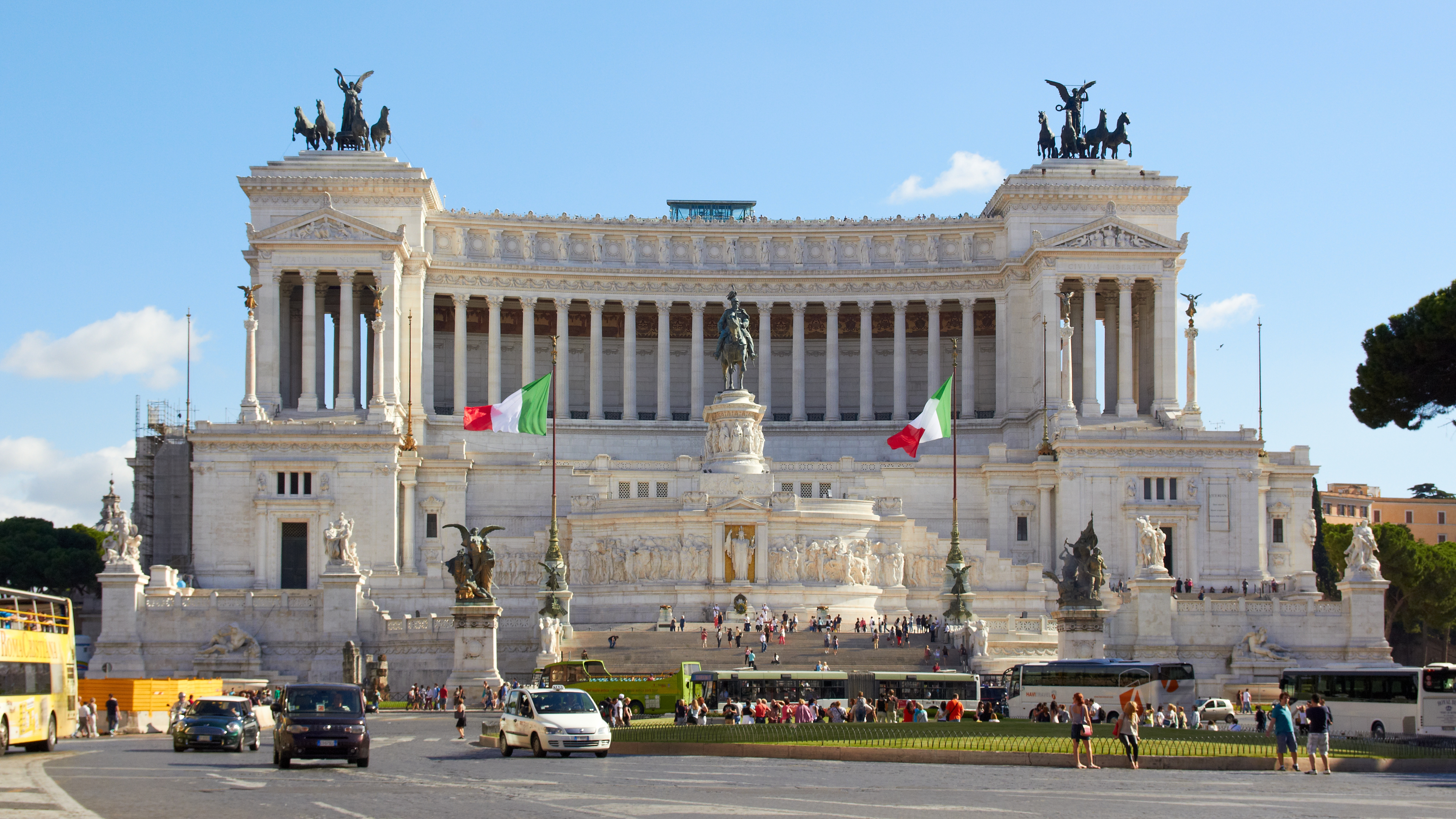
O Altare della Patria em Roma, símbolo nacional da Itália em homenagem ao rei Victor Emmanuel II, e local de descanso do Soldado Desconhecido Italiano desde o final da Primeira Guerra Mundial. Foi inaugurado em 1911, por ocasião do 50º aniversário da Unificação da Itália.

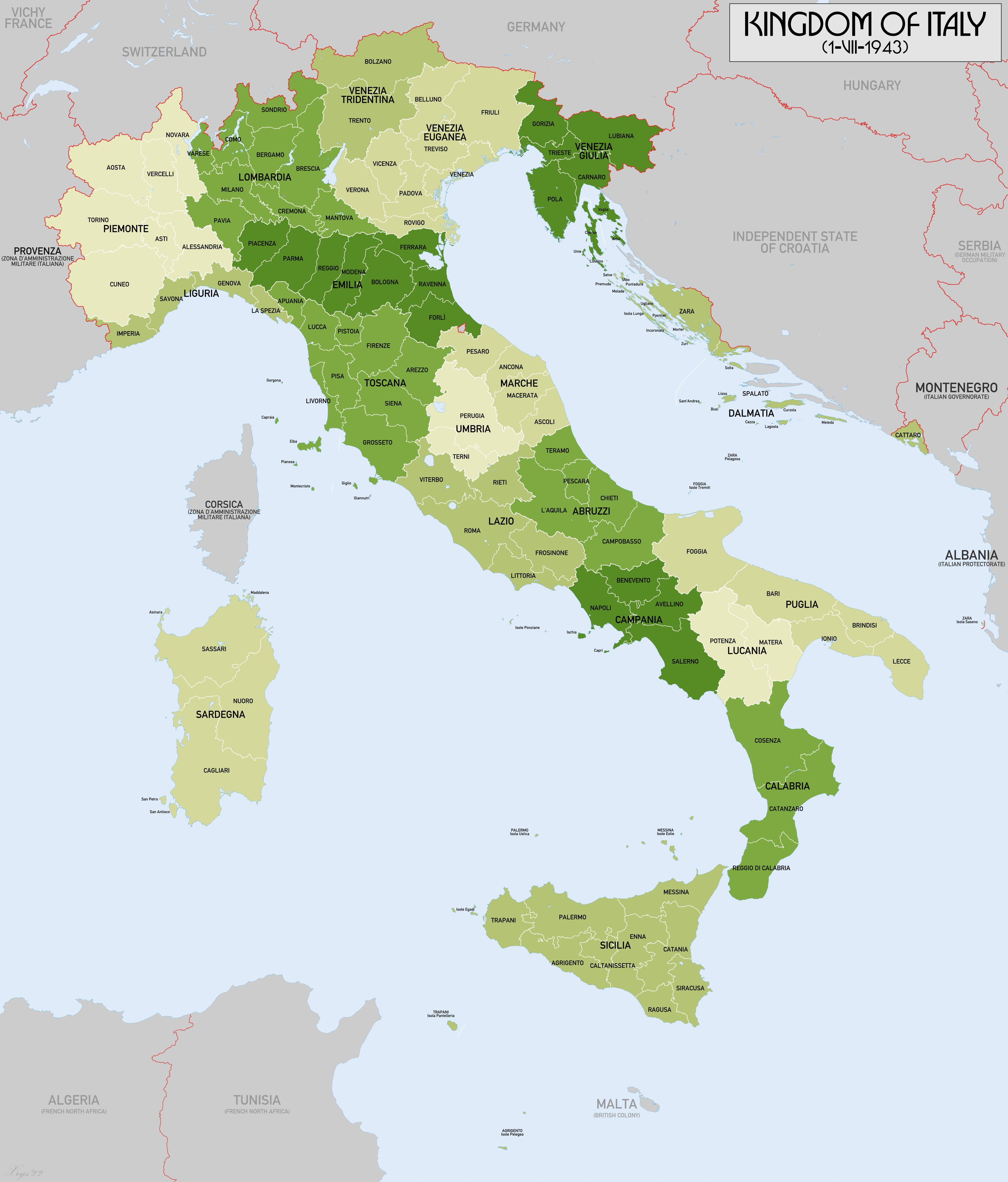
Mapa do Reino da Itália em sua maior extensão em 1943, durante a Segunda Guerra Mundial, com a anexação de territórios da França e da Iugoslávia. Os territórios anexados por este último são a área que constitui a província de Liubliana, a área fundida com a província de Fiume e as áreas que constituem a Província da Dalmácia.

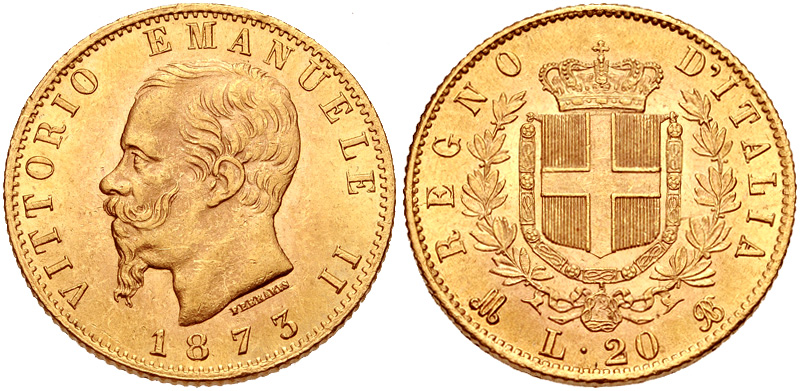
Moeda dourada de 20 liras com a efígie do rei de 1873, cunhada em Milão (M BN); outras casas da moeda incluíam Roma (R) e Torino (T BN)

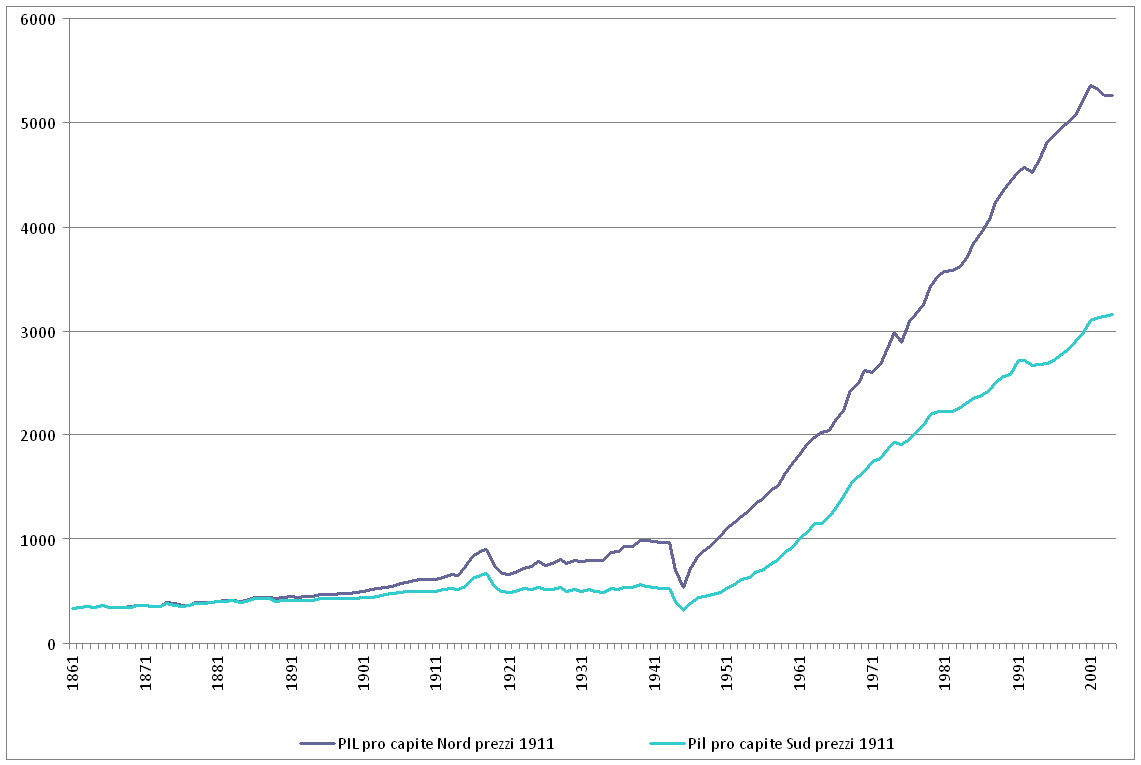
A renda per capita do norte e do sul da Itália desde 1861

As condições econômicas na Itália unida eram ruins. Não havia indústria ou instalações de transporte, pobreza extrema (especialmente no Mezzogiorno), elevado analfabetismo e apenas uma pequena percentagem dos italianos ricos tinha direito de voto. O movimento de unificação dependeu em grande parte do apoio de potências estrangeiras e assim permaneceu depois. Após a captura de Roma em 1870 às forças francesas de Napoleão III, às tropas papais e aos zuavos, as relações entre a Itália e o Vaticano permaneceram azedas durante os sessenta anos seguintes, com os papas a declararem-se prisioneiros no Vaticano. A Igreja Católica Romana protestou frequentemente contra as ações dos governos italianos seculares e de influência anticlerical, recusou-se a reunir-se com enviados do rei e instou os católicos romanos a não votarem nas eleições italianas. Somente em 1929 seriam restauradas relações positivas entre o Reino da Itália e o Vaticano, após a assinatura dos Pactos de Latrão, quando a chamada "questão romana" foi resolvida.
Alguns dos estados que haviam sido alvo da unificação (terre irredente), Trentino-Alto Ádige e a Marcha Juliana, não aderiram ao Reino da Itália até 1918, depois que a Itália derrotou a Áustria-Hungria na Primeira Guerra Mundial. Por esta razão, os historiadores por vezes descrevem o período de unificação como continuando após 1871, incluindo atividades durante o final do século XIX e a Primeira Guerra Mundial (1915-1918), e atingindo a conclusão apenas com o Armistício de Villa Giusti em 4 de novembro de 1918. Esta definição mais ampla do período de unificação é a apresentada no Museu Central do Risorgimento no Altare della Patria em Roma.

#### Unificando múltiplas burocracias
Um grande desafio para os primeiros-ministros do novo Reino de Itália foi integrar os sistemas políticos e administrativos dos sete componentes principais diferentes num conjunto unificado de políticas. As diferentes regiões orgulhavam-se dos seus padrões históricos e não podiam ser facilmente enquadradas no modelo da Sardenha. Cavour começou a planear, mas morreu antes de este estar totalmente desenvolvido – na verdade, pensa-se que os desafios da administração de várias burocracias tenham acelerado a sua morte. O desafio mais fácil foi harmonizar as burocracias administrativas das regiões italianas. Praticamente todos seguiram o precedente napoleónico, pelo que a harmonização foi simples. O segundo desafio foi desenvolver um sistema parlamentar. Cavour e a maioria dos liberais de toda a península admiravam muito o sistema britânico, por isso este tornou-se o modelo para a Itália até hoje. Harmonizar o Exército e a Marinha era muito mais complexo, principalmente porque os sistemas de recrutamento de soldados e de selecção e promoção de oficiais eram muito diferentes e precisavam de ser adquiridos ao longo de décadas. A desorganização ajuda a explicar por que o desempenho naval italiano na guerra de 1866 foi tão péssimo. O sistema militar foi lentamente integrado ao longo de várias décadas. Uniformizar os diversos sistemas educacionais também se mostrou complicado. Pouco antes de sua morte, Cavour nomeou Francesco De Sanctis ministro da Educação. De Sanctis foi um eminente estudioso da Universidade de Nápoles que provou ser um administrador capaz e paciente. A adição do Vêneto em 1866 e de Roma em 1870 complicou ainda mais os desafios da coordenação burocrática.

### Economia
Durante todo o período de 1861 a 1940, a Itália viveu um boom económico considerável, apesar de várias crises econômicas e da Primeira Guerra Mundial. Ao contrário da maioria das nações modernas, onde este boom industrial se deveu a grandes corporações, o crescimento industrial em Itália deveu-se principalmente a empresas familiares de pequena e média dimensão.
A unificação política não trouxe automaticamente a integração econômica, porque a Itália enfrentava sérios problemas económicos em 1861 e os diferentes sistemas económicos e diferentes desenvolvimentos económicos dos estados antecessores levaram a fortes contrastes a nível político, social e regional. No período liberal, a Itália conseguiu industrializar-se fortemente em várias etapas, embora depois do Império Russo o país fosse o país mais atrasado entre as grandes potências e fosse muito dependente do comércio exterior e dos preços internacionais do carvão e dos cereais.
Após a unificação, a Itália tinha uma sociedade predominantemente agrícola, com 60% da força de trabalho empregada na agricultura. Os avanços na tecnologia aumentaram as oportunidades de exportação dos produtos agrícolas italianos após um período de crise na década de 1880. Devido à industrialização, a proporção de pessoas empregadas no sector agrícola caiu abaixo de 50% na virada do século. No entanto, nem todos beneficiaram destes desenvolvimentos, uma vez que a agricultura do sul, em particular, sofreu com os verões quentes e o clima árido, enquanto a presença da malária no norte impediu o cultivo de áreas baixas na costa italiana do Adriático.
A atenção esmagadora à política externa e militar nos primeiros anos do Estado levou ao abandono da agricultura italiana, que estava em declínio desde 1873. Tanto as forças radicais como as conservadoras no parlamento italiano apelaram ao governo para examinar formas de melhorar a situação no sector agrícola italiano. A investigação, iniciada em 1877, durou oito anos e mostrou que a agricultura não melhorava por falta de mecanização e modernização e que os proprietários nada faziam para desenvolver as suas terras. Além disso, a maioria dos trabalhadores nas terras agrícolas não eram agricultores, mas sim trabalhadores inexperientes de curto prazo (braccianti), que trabalhavam durante um ano, no máximo. Os agricultores sem um rendimento estável foram forçados a subsistir com alimentos escassos. A doença espalhou-se rapidamente e eclodiu uma grande epidemia de cólera, matando pelo menos 55 mil pessoas. A maioria dos governos italianos não conseguiu lidar eficazmente com a situação precária devido à forte posição política e económica dos grandes proprietários de terras. Esta circunstância foi confirmada em 1910 por uma nova comissão de inquérito no sul.
Por volta de 1890 houve também uma crise na indústria vitivinícola italiana - quase o único sector bem sucedido na agricultura. A Itália sofreu com a superprodução de uvas. Nas décadas de 1870 e 1880, a viticultura na França sofreu uma quebra de colheita causada por insetos. Como resultado, a Itália tornou-se o maior exportador de vinho da Europa. Após a recuperação da França em 1888, as exportações de vinho italiano entraram em colapso e houve um desemprego ainda maior e numerosas falências de viticultores italianos.
A partir da década de 1860, a Itália investiu fortemente no desenvolvimento dos caminhos-de-ferro e a rede ferroviária existente mais do que triplicou entre 1861 e 1872 e mais do que duplicou entre 1870 e 1890. Gio. Ansaldo & C do antigo Reino da Sardenha forneceu as primeiras locomotivas totalmente italianas com a FS Classe 113 e a posterior FS Classe 650. O primeiro trecho ferroviário da ilha da Sicília foi inaugurado em 28 de abril de 1863 com a linha Palermo–Bagheria. Em 1914, a ferrovia italiana tinha cerca de 17 000 km de ferrovias.
Durante a ditadura fascista, enormes somas de dinheiro foram investidas em novas conquistas tecnológicas, especialmente em tecnologia militar. No entanto, grandes somas de dinheiro também foram gastas em projetos Prestige como a construção do novo transatlântico italiano SS Rex, que em 1933 fez um recorde de viagem marítima transatlântica de quatro dias, bem como o desenvolvimento do hidroavião Macchi-Castoldi MC72, que foi o hidroavião mais rápido do mundo em 1933. Em 1933, Italo Balbo voou de hidroavião através do Atlântico para a Feira Mundial de Chicago. A fuga simbolizou o poder da liderança fascista e o progresso industrial e tecnológico do estado feito sob os fascistas.
| Ano                                  | 1861   | 1870   | 1880   | 1890   | 1900   | 1910   | 1920   | 1930    | 1940    | 1945    |
| ------------------------------------ | ------ | ------ | ------ | ------ | ------ | ------ | ------ | ------- | ------- | ------- |
| PIB em bilhões de dólares americanos | 37,995 | 41,814 | 46,690 | 52,863 | 60,114 | 85,285 | 96,757 | 119,014 | 155,424 | 114,422 |

### Industrialização

Índice de industrialização das províncias italianas em 1871 (a média nacional é 1,0). Fonte: Banco da Itália.
Acima de 1,4
De 1,1 a 1,4
De 0,9 a 1,1
Até 0,9

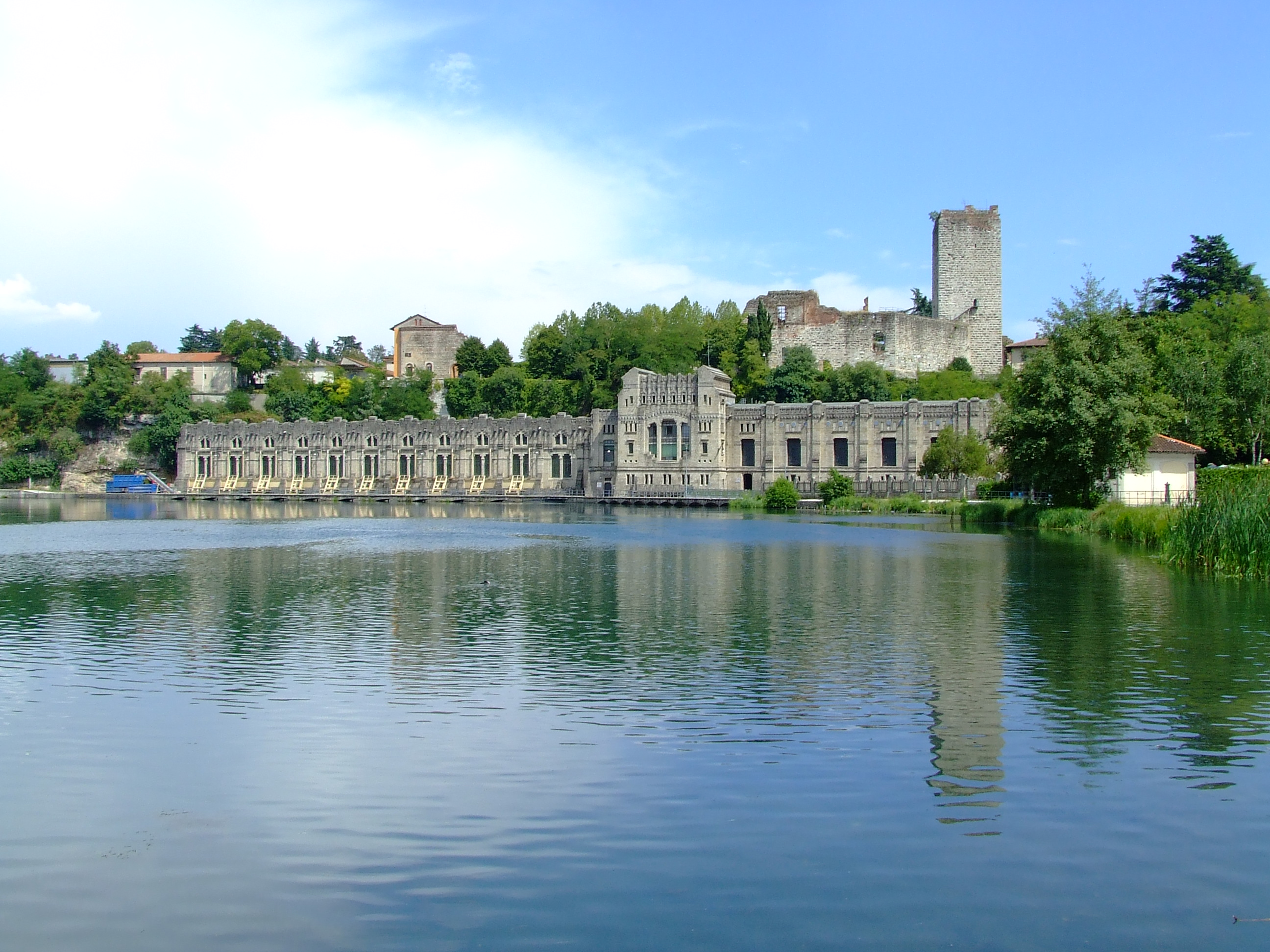
Usina hidrelétrica no Adda construída em 1906

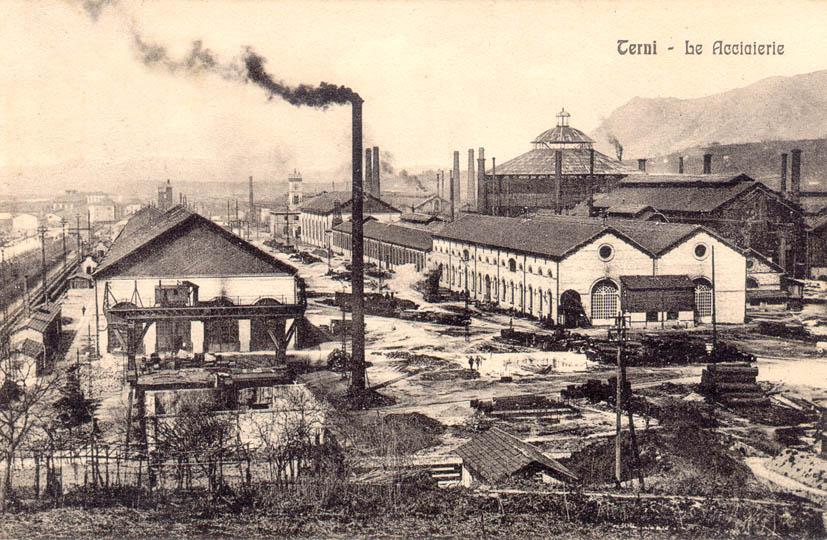
A siderúrgica Terni est. 1884 - foto de 1912

Durante as décadas de 1860 e 1870, a atividade manufatureira era atrasada e de pequena escala, enquanto o setor agrário superdimensionado era a espinha dorsal da economia nacional. O país carecia de grandes depósitos de carvão e ferro Na década de 1880, uma grave crise agrícola levou à introdução de técnicas agrícolas mais modernas no vale do Pó, enquanto de 1878 a 1887 políticas protecionistas foram introduzidas com o objetivo de estabelecer uma base de indústria pesada.
Na década de 1880 começou a alta fase de industrialização na Itália, que durou até 1912/13 e atingiu seu auge sob Giolitti. As plantas industriais logo se agruparam em torno de áreas de alto potencial hidrelétrico. Entre 1887 e 1911, a hidroeletricidade tornou-se a principal fonte de energia, com mais de sessenta usinas construídas. De 1881 a 1887, as indústrias têxtil, mecânica, siderúrgica e química da Itália apresentaram uma taxa anual de crescimento de 4,6%. A espinha dorsal do boom industrial foram, ao lado da força de trabalho, instituições de ensino superior, como o Politécnico fundado em Milão em 1863 por Francesco Brioschi e a Escola Técnica para Engenheiros em Turim, criada quatro anos antes.
As siderúrgicas foram estabelecidas com financiamento estatal e capital de instituições de crédito, nomeadamente o Crédito Mobiliare, em 1884 em Terni e em 1897 em Piombino através do minério de ferro de Elba. O atraso relativo do sul, no entanto, continuou a ser um problema central para o estado. As soluções propostas para a chamada "questão do sul", propostas por Francesco Saverio Nitti, Gaetano Salvemini e Sidney Sonnino, foram abordadas, mas o governo limitou-se a áreas problemáticas especiais, como Nápoles. O grupo ILVA de Génova, com o apoio político e financeiro do Estado italiano, construiu a Siderurgia de Bagnoli como parte da lei de 1904 para o desenvolvimento de Nápoles, elaborada pelo economista e mais tarde primeiro-ministro Nitti . Em 1898, para tornar a indústria siderúrgica completamente independente das importações estrangeiras de carvão, o engenheiro napolitano Ernesto Stassano inventou o forno Stassano, o primeiro forno de arco elétrico com arco indireto. Em 1917, havia 88 fornos do tipo arco indireto, fabricados por Stassano, Bassanese e Angelini, operando em siderúrgicas italianas.
Em 1899, Giovanni Agnelli comprou os desenhos e patentes dos irmãos Ceirano e fundou a fábrica automobilística Fiat. Em 1911, 55,4% da população italiana trabalhava na agricultura e 26,9% na indústria.
No setor financeiro, Giolitti preocupou-se principalmente em aumentar as pensões e reestruturar os orçamentos do Estado. Ambos foram feitos com muita cautela. O governo garantiu o apoio de grandes empresas e bancos. A maior parte das críticas que o projecto recebeu vieram dos conservadores, com a maioria do público a acolhendo-o e vendo-o como de grande valor simbólico para a consolidação real e duradoura das finanças públicas. O orçamento do Estado, que a partir de 1900 tinha uma receita anual de cerca de 50 milhões de liras, seria adicionalmente reforçado pela nacionalização dos caminhos-de-ferro. A essa altura, grande parte da opinião pública estava a favor. No início de 1905, ocorreram inúmeras agitações trabalhistas entre os trabalhadores ferroviários. Pouco depois, em março de 1905, Giolitti renunciou ao cargo de primeiro-ministro devido a doença. Ele sugeriu ao rei seu colega de partido Alessandro Fortis como seu sucessor. Em 28 de março, Victor Emmanuel III nomeou Fortis como o novo primeiro-ministro, tornando-o o primeiro chefe de governo judeu em todo o mundo. Com a Lei 137, de 22 de Abril de 1905, sancionou a nacionalização dos caminhos-de-ferro através de um processo de recrutamento público sob controlo do Tribunal de Contas e tutela dos Ministérios das Obras Públicas e das Finanças. Ao mesmo tempo, a operação telefônica foi nacionalizada. O governo Fortis permaneceu no cargo até o início de 1906. Foi seguido de 8 de fevereiro a 29 de maio por um breve governo sob Sidney Sonnino . Finalmente, Giolitti ingressou no terceiro mandato. Neste ele tratou principalmente da situação econômica no sul da Itália, onde foi em parte devido a fatores demográficos e econômicos ou desastres naturais, como a erupção do Vesúvio em 1906 e o terremoto em Messina, Reggio Calabria e Palmi em 1908, a situação deteriorou-se enormemente, aldeias inteiras foram despovoadas e culturas regionais centenárias desapareceram. No entanto, houve posteriormente uma ligeira recuperação económica no sul. O governo, que inicialmente havia impedido a migração burocrática e financeiramente para não ter que aumentar os preços no mercado de trabalho, deu agora a sua aprovação para encorajar a emigração de centenas de milhares de italianos do sul. O receio do aumento da pressão social e dos possíveis efeitos na estabilidade monetária, agora fiável, foram factores decisivos.
Em 1906, o governo reduziu a taxa de imposto de juros nacional de 5% para 3,75%. Esta medida aliviou o peso das finanças exigidas pelo Estado, reduziu o pânico entre os credores do Estado e encorajou o crescimento da indústria pesada. O excedente orçamental subsequente permitiu financiar importantes programas governamentais de emprego, como a conclusão do túnel do Simplon em 1906, que reduziu enormemente o desemprego. Pouco depois de a ferrovia iniciar sua marcha triunfal pela Suíça, cada região queria sua própria conexão norte-sul e com a construção dos túneis ferroviários em São Gotardo (14,998 km; 1872-1880), Simplon (19,803 km; 1898-1906) e Lötschberg (14,612 km; 1907-1913), foram realizadas três grandes travessias alpinas que foram importantes para a Suíça e os países vizinhos. A força de trabalho destes projetos monumentais estava diretamente ligada ao mercado de trabalho italiano. Do túnel de São Gotardo, onde 90% de todos os mineiros vieram do norte da Itália, até o túnel do Lötschberg, onde 97% de todos os mineiros eram italianos, principalmente do sul.
Além da já concluída nacionalização das ferrovias, foi abordada a planejada nacionalização dos seguros e terminou a guerra comercial com a França, que durava desde 1887. Giolitti interrompeu assim a política externa pró-alemã de Crispi e permitiu assim a exportação de frutas, vegetais e vinho para a França. Ele também impulsionou o cultivo de beterraba-sacarina e seu processamento no Vale do Pó e incentivou a indústria pesada a se firmar também no sul. No entanto, este último não teve muito sucesso. Em 1908, algumas leis que limitavam o horário de trabalho de mulheres e crianças a 12 horas foram aprovadas com o apoio dos deputados socialistas. Seguiram-se leis especiais para as regiões desfavorecidas do sul. No entanto, a sua implementação falhou em grande parte devido à resistência dos grandes proprietários de terras. No entanto, houve uma melhoria significativa na situação econômica dos pequenos agricultores.

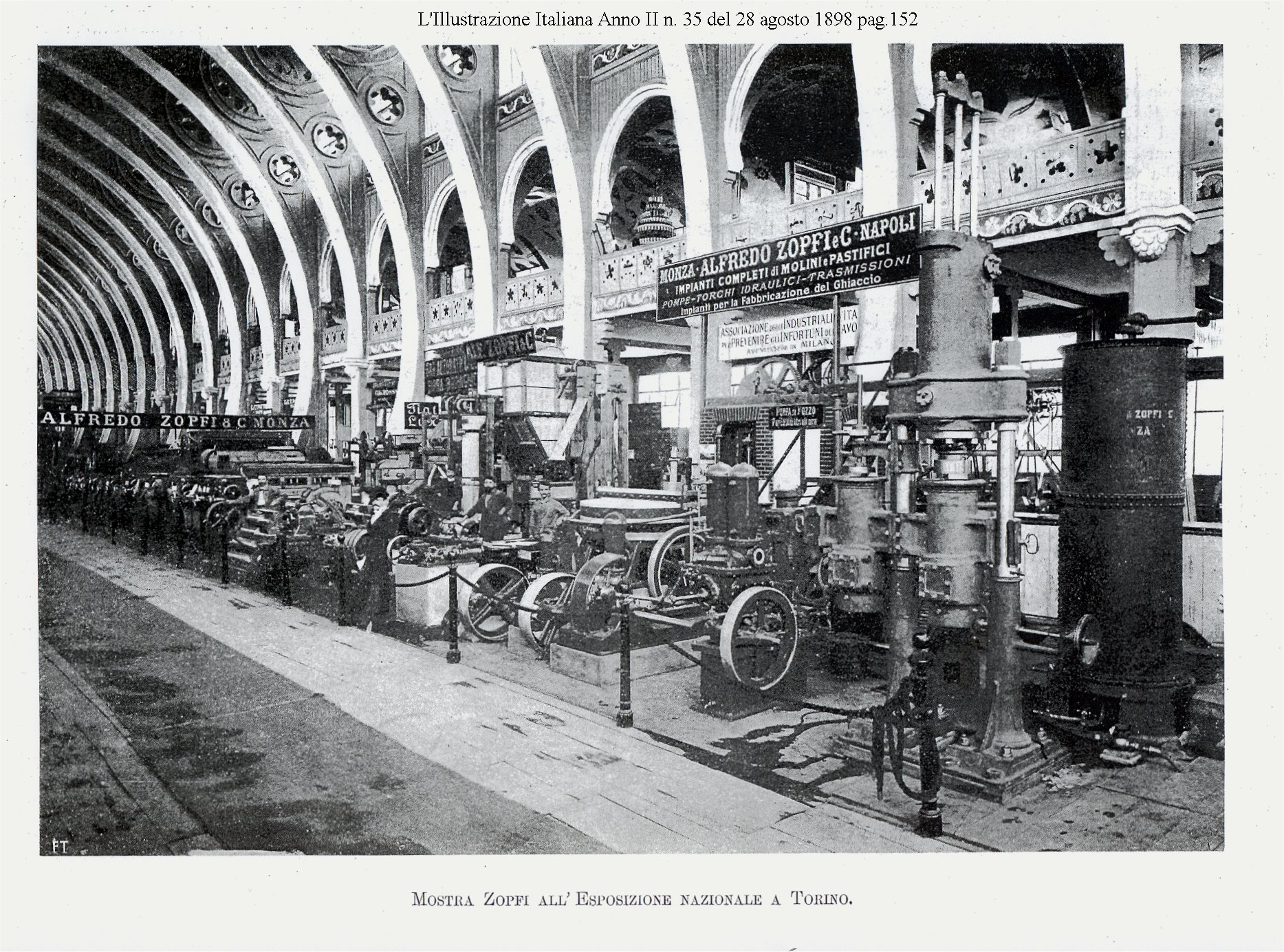
Exposição de máquinas em Torino, ambientada em 1898, durante o período de industrialização, Exposição Nacional de Torino, 1898
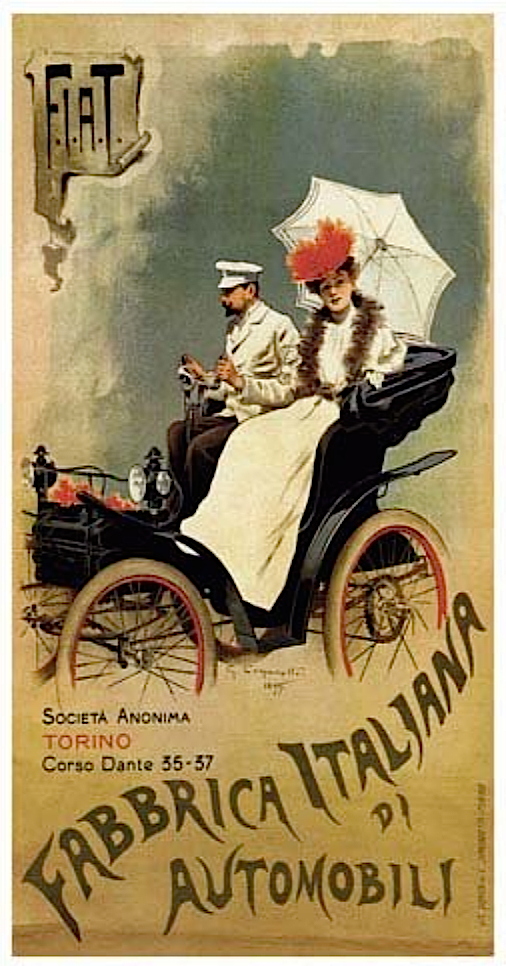
Um anúncio do automóvel 4HP da FIAT em 1899
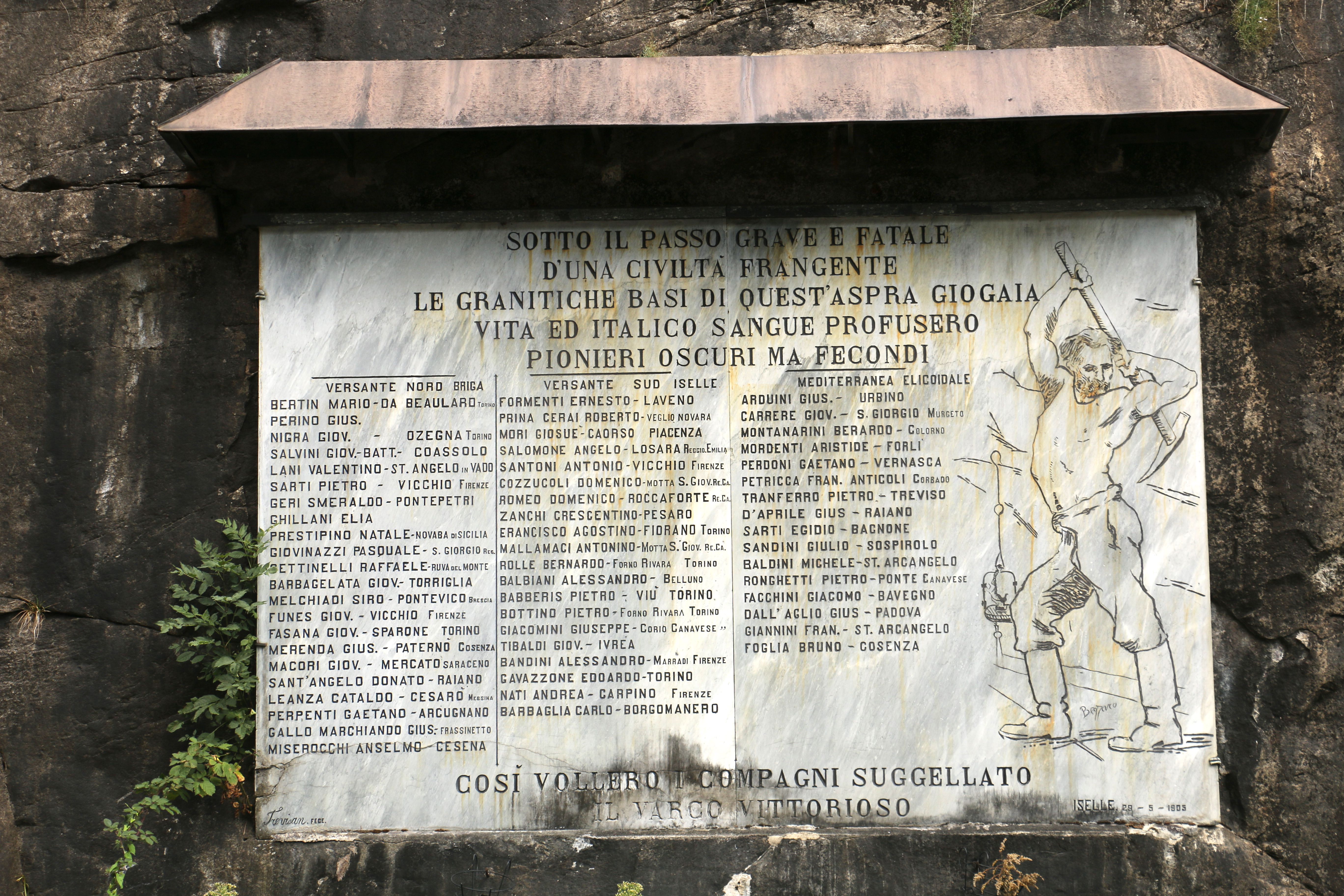
Em memória dos trabalhadores que morreram na mineração do Túnel Simplon. Ao lado da estação ferroviária Iselle di Trasquera, 29 de maio de 1905

### Mudanças sociais e emigração em massa

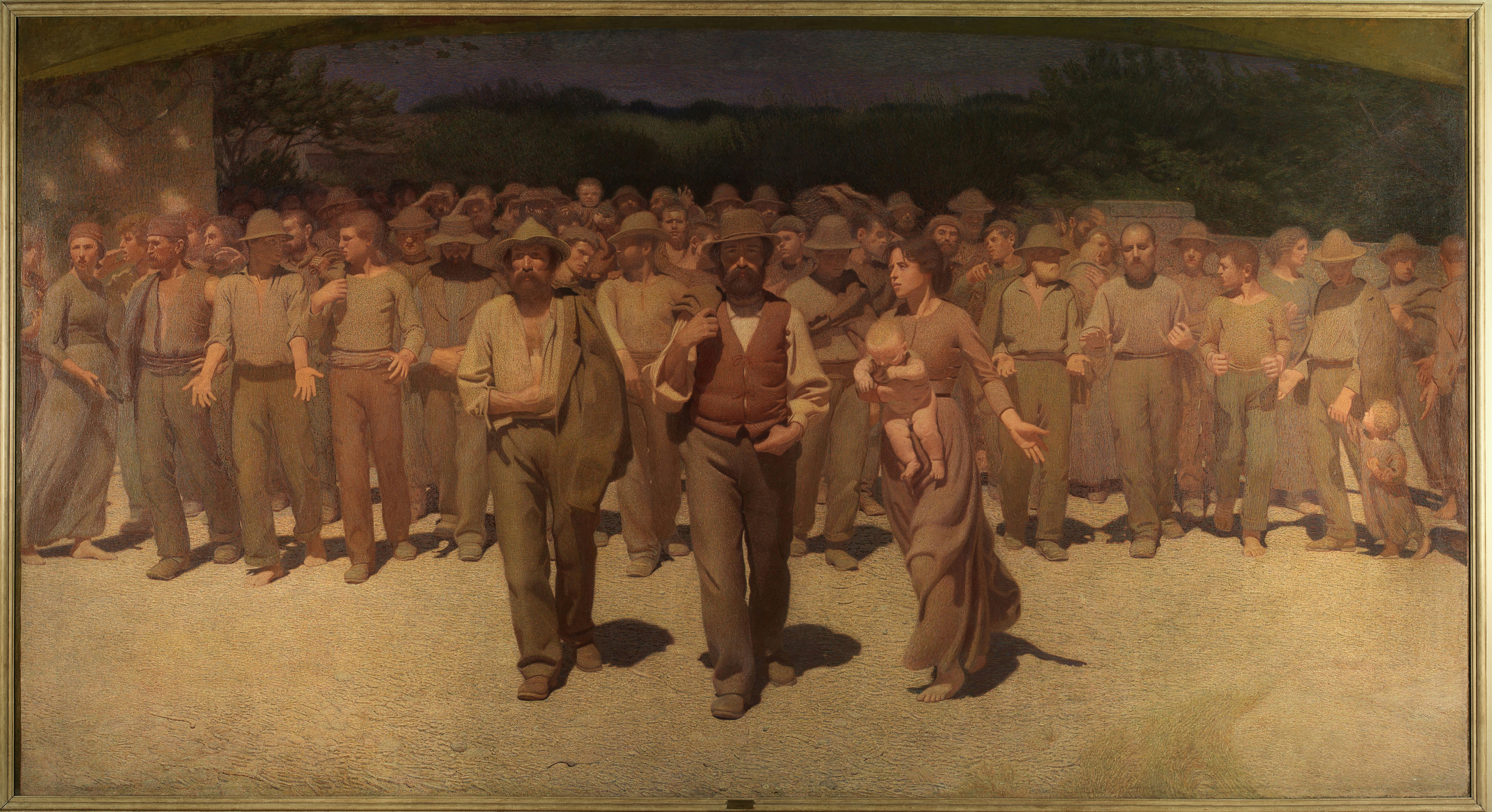
O Quarto Estado de Giuseppe Pellizza realizado entre 1898 e 1901

Fortes tensões sociais vieram à tona, a legislação social da Itália ocupou o último lugar na Europa, os socialistas opuseram-se não apenas à política social, mas também à expansão colonial. O primeiro-ministro Francesco Crispi financiou a política colonial com aumentos de impostos e medidas de austeridade. As diferenças políticas internas culminaram no massacre de Bava Beccaris em Milão. Lá, em 7 de maio de 1898, ocorreram manifestações em massa contra o aumento dos preços do pão. O general Fiorenzo Bava-Beccaris, após a declaração do estado de sítio, disparou artilharia e rifles contra a multidão. Dependendo das informações, entre 82 e 300 pessoas foram mortas. O rei Humberto I parabenizou o general por telegrama e concedeu-lhe uma medalha. Isso o tornou inimigo, e em 1900 ele, que era rei há 22 anos, foi baleado em Monza pelo anarquista Gaetano Bresci.
Seu sucessor foi Vítor Emanuel III politicamente dominante, mas foi Giolitti, que foi inicialmente Ministro do Interior de 1901 a 1903, depois Primeiro-Ministro de 1903 com interrupções até 1914 (e muitas vezes também Ministro do Interior ao mesmo tempo). Ele dominou ou moldou a política italiana a tal ponto que se fala da era Giolitti. Ele estava disposto a fazer concessões aos movimentos reformistas e revolucionários e promoveu a industrialização. É verdade que os subsídios estatais para o seguro de saúde privado foram introduzidos em 1886 e o primeiro seguro obrigatório de acidentes foi introduzido em 1898, mas foi Giolitti quem introduziu o seguro social estatal em 1912 com base no modelo alemão. Ele também reformou o direito de voto para que não houvesse mais limites de propriedade e o número de eleitores elegíveis aumentasse para 8 milhões de homens. O seguro-desemprego surgiu já em 1919, oito anos antes da Alemanha.
Na década de 1880 ocorreram graves disputas industriais e por volta de 1889 começou a repressão contra o Partito Operaio (Partido Trabalhista), de modo que o objetivo era unir todas as organizações socialistas do país num só partido. O Fasci Siciliani, abreviação de "Fasci siciliani dei lavoratori", o Sindicato dos Trabalhadores Sicilianos foi visto como o "primeiro ato do socialismo italiano". O movimento, liderado pelo primeiro-ministro Crispi, foi esmagado após duras operações militares. Os trabalhadores industriais conseguiram organizar-se em 1892 no Partido dos Trabalhadores Italianos, que em 1893 foi rebatizado Partido Socialista Italiano. O primeiro-ministro Francesco Crispi promoveu leis excepcionais contra os socialistas a partir de 1894, mas elas não tiveram sucesso. Em 1901, o seu sucessor, Giovanni Giolitti, tentou integrar o partido, que conquistou 32 assentos nas eleições, no governo, mas este recusou. Mas de 1908 a 1912 houve cooperação com a esquerda burguesa até prevalecer o sindicalismo radical. Em 1912, cindiu-se o Partido Socialista Reformista Italiano, que por razões patrióticas concordou com a guerra contra os otomanos. Em 1917, a maioria dos deputados socialistas tornou-se pró-guerra, mas a liderança do partido continuou a opor-se à guerra.
A reação do Estado às drásticas mudanças sociais veio muito tarde, porque as elites sociais recusaram durante muito tempo e muitas vezes confiaram no trabalho da igreja, que dominava os sistemas sociais desde a Idade Média. No entanto, já não era apoiado por um sistema municipal ou de guildas adequado. A população da Itália aumentou de 18,3 milhões em 1800 para 24,7 em 1850, finalmente para 33,8 em 1900. No entanto, a percentagem da Itália na população da Europa continuou a diminuir. Por um lado, isto deveu-se ao seu défice de desenvolvimento e, por outro lado, ao facto de, a partir de cerca de 1852, ter havido uma emigração em massa em grande escala. Em 1985, cerca de 29 milhões de pessoas haviam sido registradas. De 1876 a cerca de 1890, a maioria veio do norte, especialmente de Venetia (17,9%), Friuli-Venezia Giulia (16,1%) e Piemonte (12,5%). Depois disso, os italianos do sul emigraram cada vez mais. De 1876 a 1915, mais de 14 milhões de pessoas emigraram, das quais 8,3 milhões vieram da metade norte, incluindo 2,7 milhões só do Nordeste, da metade sul 5,6 milhões emigraram. Os principais destinos foram os Estados Unidos da América, nos quais os descendentes dos italianos (ítalo-americanos) representam hoje o terceiro maior grupo de imigrantes europeus depois dos alemães e irlandeses com uma quota populacional de 6%, juntamente com a Argentina (italianos-argentinos), o Brasil (italiano-brasileiros) e Uruguai (italiano-uruguaios). Muitos também emigraram para o Canadá, Austrália e outros países latino-americanos.

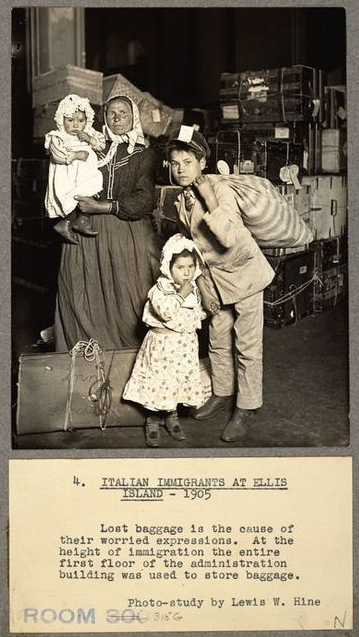
Imigrantes italianos chegando à Ilha Ellis em 1905

A principal razão da emigração foi a pobreza generalizada, especialmente entre a população rural. Até à década de 1950, partes de Itália permaneciam uma sociedade rural, agrária e pré-moderna, com condições agrícolas inadequadas para manter os agricultores no país, especialmente no Nordeste e no Sul. A extensão da emigração pode ser explicada, por um lado, pelo declínio da agricultura e pelos conflitos agudos, que foram exacerbados pela preservação de estruturas antigas e pela falta de capital, bem como pelos grandes proprietários de terras e pelo regime de meio arrendamento. Ao mesmo tempo, a industrialização hesitante nas cidades em rápido crescimento dificilmente oferecia empregos suficientes. Além disso, o consumo interno era baixo, especialmente porque o fiscalismo que se acreditava ser necessário para expandir as infraestruturas continuava a pesar sobre os rendimentos. Afinal, as empresas dispunham de pouco capital em comparação com as estrangeiras. Portanto, o governo estabeleceu barreiras tarifárias elevadas de 1878 a 1887 e seguiu uma política protecionista destinada a proteger a ainda fraca indústria têxtil e pesada na fase de desenvolvimento. A França, por sua vez, respondeu à política tarifária protecionista com contra-tarifas correspondentes.
Enquanto a industrialização foi promovida e infraestrutura expandida no norte, o governo no sul apoiou os latifúndios, através dos quais em ambos os casos os protagonistas da indústria pesada e da agricultura conseguiram afirmar a sua influência no norte e no sul. Na Itália central havia um sistema diferente para os camponeses. A terra poderia ser arrendada aqui e eles poderiam ficar com uma quantidade relativamente grande, de modo que havia menos migração desta parte do país do que de outras partes. Houve menos migração das grandes cidades, mas houve uma grande exceção a isso. Nápoles foi a capital do Reino de Nápoles e mais tarde do Reino das Duas Sicílias durante seiscentos anos e em 1861 tornou-se simplesmente uma cidade na Itália unida. Como resultado, muitos empregos burocráticos foram perdidos e houve muito desemprego. Devido a uma epidemia de cólera na década de 1880, muitas pessoas também decidiram deixar a cidade. No sul, a unificação aboliu o sistema feudal que sobreviveu desde a Idade Média . No entanto, isto não significava que os agricultores tivessem agora as suas próprias terras onde pudessem trabalhar. Muitos permaneceram sem propriedade e os lotes tornaram-se cada vez menores e, portanto, mais improdutivos depois que as terras foram divididas entre os herdeiros. Outro motivo foi a superpopulação, principalmente no sul (Mezzogiorno). Após a unificação, o sul da Itália estabeleceu pela primeira vez o acesso a água corrente e cuidados médicos nos hospitais. Isto reduziu a mortalidade infantil e, juntamente com aquela que durante muito tempo foi a taxa de natalidade mais elevada da Europa, levou a um aumento da população, o que por sua vez forçou muitos jovens do sul de Itália a emigrar no início do século XX.
A política monetária causou grandes problemas, porque durante a Guerra Franco-Prussiana a Itália também suspendeu a livre convertibilidade. Agora prevalecia o padrão-ouro, que garantia que as notas só pudessem ser emitidas numa proporção fixa em relação às reservas de ouro. Esperava-se que isto estabilizasse as relações monetárias através do automatismo do ouro, segundo o qual os respectivos bancos centrais tinham de aderir a regras estritas. Se uma moeda se tornasse mais fraca, isso levava a uma saída de ouro na direcção da moeda mais forte, resultando na necessidade de reduzir a emissão de notas em linha com a redução das reservas de ouro. Isso aumentou as taxas de juros e baixou os preços. Em contraste, no país onde o ouro estava a afluir, isto criou mais papel-moeda em circulação, baixando as taxas de juro e aumentando os preços. A certa altura, o fluxo de ouro inverteu-se, a balança de pagamentos estabilizou-se e a moeda estabilizou-se. Mesmo que os bancos centrais muitas vezes não cumprissem as directrizes, o sistema foi bem-sucedido porque as pessoas confiaram que o dinheiro e o ouro poderiam ser trocados a qualquer momento. Ao vincular a União Monetária Latina, fundada em 1865 e baseada no bimetalismo, ou seja, moedas de ouro e prata, e portanto a lira ao ouro, o governo conseguiu criar tanta confiança que veio capital de investimento estrangeiro depois da Itália. O secretário do Tesouro, Sidney Sonnino, também tentou pressionar grandes fortunas da mesma forma que o consumo foi pressionado, mas falhou devido à oposição conservadora. Com a superação da crise económica de 1896, foi no entanto possível alcançar um orçamento equilibrado.

Emigração italiana por região de 1876-1900 e de 1901-1915
Mapa da diáspora italiana no mundo

#### Questão Sul e diáspora italiana
A população italiana permaneceu severamente dividida entre as elites ricas e os trabalhadores empobrecidos, especialmente no Sul. Um censo de 1881 descobriu que mais de um milhão de diaristas do sul estavam cronicamente subempregados e provavelmente se tornariam emigrantes sazonais para se sustentarem economicamente. Os camponeses do sul, bem como os pequenos proprietários de terras e arrendatários, estiveram frequentemente em estado de conflito e revolta ao longo do final do século XIX. Houve exceções às condições económicas geralmente precárias dos trabalhadores agrícolas do Sul, como algumas regiões próximas de cidades como Nápoles e Palermo, bem como ao longo da costa do Mar Tirreno. A partir da década de 1870, intelectuais, acadêmicos e políticos examinaram as condições econômicas e sociais do sul da Itália (Il Mezzogiorno), um movimento conhecido como meridionalismo ("meridionalismo"). Por exemplo, a Comissão de Inquérito ao Sul de 1910 indicou que o governo italiano até agora não tinha conseguido melhorar as graves diferenças económicas. Os direitos de voto limitados apenas àqueles com propriedades suficientes permitiram que os proprietários ricos explorassem os pobres.
A transição de uma península dividida em vários estados para uma Itália unificada não foi tranquila para o sul (o "Mezzogiorno"). O caminho para a unificação e a modernização criou uma divisão entre o Norte e o Sul da Itália. As pessoas condenavam o Sul por ser "atrasado" e bárbaro, quando na verdade, comparado ao Norte da Itália, "onde havia atraso, o atraso, nunca excessivo, era sempre mais ou menos compensado por outros elementos". É claro que tinha de haver alguma base para destacar o Sul, como fez a Itália. Toda a região a sul de Nápoles foi afectada por numerosas e profundas responsabilidades económicas e sociais. No entanto, muitos dos problemas políticos do Sul e a sua reputação de ser "passivo" ou preguiçoso (politicamente falando) deveram-se ao novo governo (que nasceu da necessidade de desenvolvimento da Itália) que alienou o Sul e impediu o povo do Sul de qualquer palavra em assuntos importantes. Contudo, por outro lado, o transporte era difícil, a fertilidade do solo era baixa com erosão extensa, a desflorestação era severa, muitas empresas só conseguiam permanecer abertas devido às elevadas tarifas protectoras, as grandes propriedades eram muitas vezes mal geridas, a maioria dos camponeses tinha apenas parcelas muito pequenas, e havia desemprego crónico e altas taxas de criminalidade.
Cavour decidiu que o problema básico era um governo deficiente e acreditava que isso poderia ser remediado pela aplicação estrita do sistema jurídico piemonês. O principal resultado foi um recrudescimento do banditismo, que se transformou numa sangrenta guerra civil que durou quase dez anos. A insurreição atingiu o seu auge principalmente na Basilicata e no norte da Apúlia, liderada pelos bandidos Carmine Crocco e Michele Caruso. Com o fim dos motins do sul, houve uma forte saída de milhões de camponeses da diáspora italiana, especialmente para os Estados Unidos e a América do Sul. Outros mudaram-se para cidades industriais do norte, como Génova, Milão e Turim, e enviaram dinheiro para casa.
A primeira diáspora italiana começou por volta de 1880, duas décadas após a Unificação da Itália, e terminou na década de 1920 até o início da década de 1940 com a ascensão da Itália Fascista. A pobreza foi o principal motivo da emigração, especificamente a falta de terras, à medida que a parceria mezzadria floresceu na Itália, especialmente no Sul, e a propriedade foi subdividida ao longo de gerações. Especialmente no sul da Itália, as condições eram duras. Até as décadas de 1860 a 1950, a maior parte da Itália era uma sociedade rural com muitas pequenas vilas e cidades e quase nenhuma indústria moderna na qual as práticas de gestão da terra, especialmente no Sul e no Nordeste, não convencessem facilmente os agricultores a permanecer na terra e a trabalhar o solo.
Outro factor estava relacionado com a superpopulação do Sul da Itália como resultado das melhorias nas condições socioeconómicas após a unificação. Isso criou um boom demográfico e forçou as novas gerações a emigrar em massa no final do século XIX e no início do século XX, principalmente para as Américas. A nova migração de capitais criou milhões de empregos não qualificados em todo o mundo e foi responsável pela migração simultânea em massa de italianos em busca de "trabalho e pão" (em italiano:  pane e lavoro).

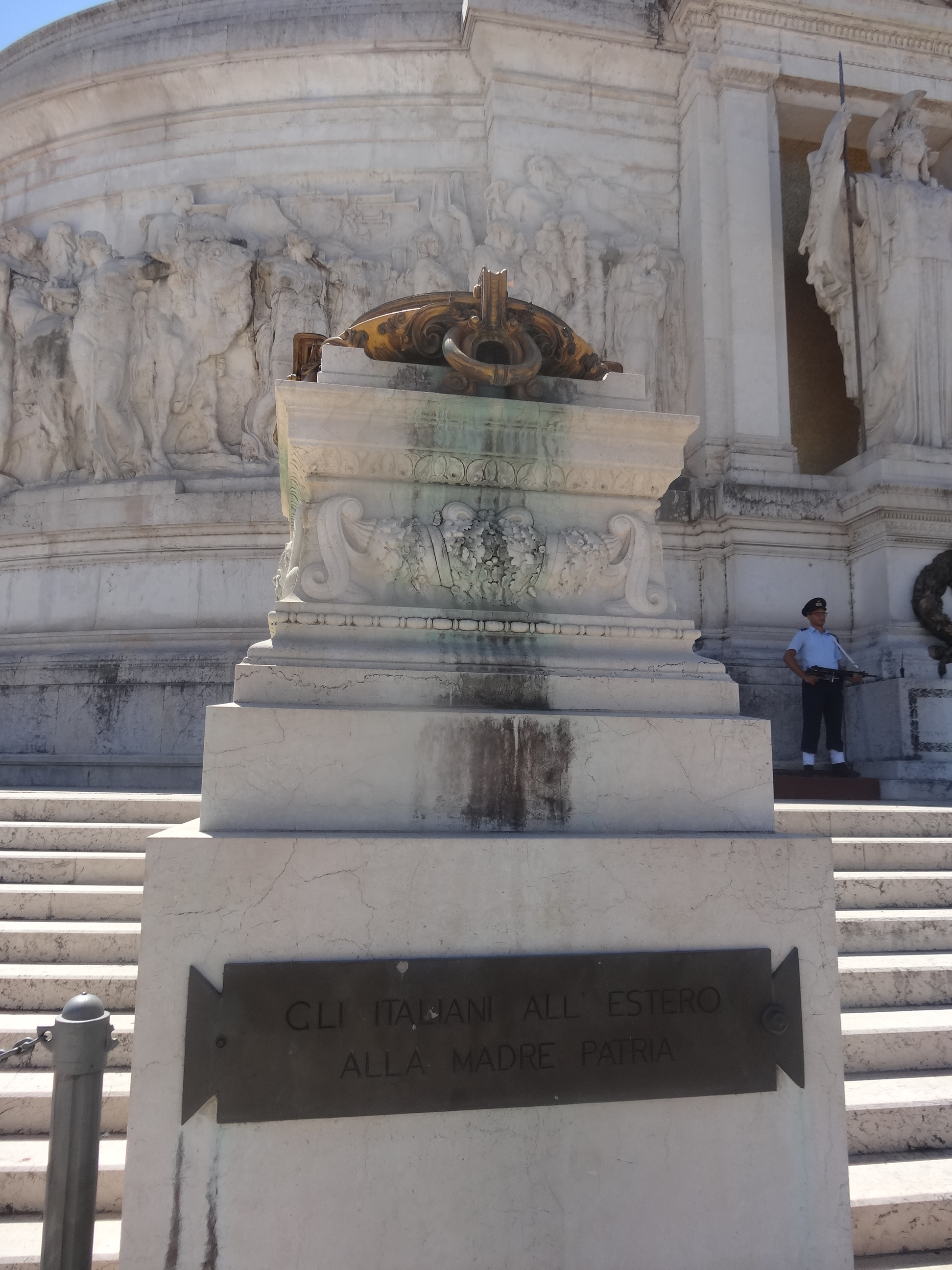
Um dos dois braseiros que ardem perpetuamente nas laterais do túmulo do Soldado Desconhecido Italiano no Altare della Patria em Roma. Na sua base existe uma placa com a inscrição Gli italiani all'estero alla Madre Patria ("Italianos no estrangeiro para a Pátria").

A Unificação da Itália quebrou o sistema feudal de terras, que havia sobrevivido no sul desde a Idade Média, especialmente onde a terra era propriedade inalienável dos aristocratas, de entidades religiosas ou do rei. O colapso do feudalismo, no entanto, e a redistribuição de terras não levaram necessariamente a que os pequenos agricultores do sul ficassem com terras próprias ou com as quais pudessem trabalhar e lucrar. Muitos permaneceram sem terra e as parcelas foram ficando cada vez menores e, portanto, cada vez menos produtivas, à medida que as terras eram subdivididas entre os herdeiros.
Entre 1860 e a Primeira Guerra Mundial, 9 milhões de italianos partiram permanentemente de um total de 16 milhões que emigraram, a maioria viajando para a América do Norte ou do Sul. Os números podem ter sido ainda maiores; 14 milhões de 1876 a 1914, segundo outro estudo. A emigração anual foi em média de quase 220 mil no período de 1876 a 1900, e de quase 650 mil de 1901 a 1915. Antes de 1900, a maioria dos imigrantes italianos vinha do norte e centro da Itália. Dois terços dos migrantes que deixaram a Itália entre 1870 e 1914 eram homens com competências tradicionais. Os camponeses representavam metade de todos os migrantes antes de 1896.
O vínculo dos emigrantes com a sua pátria continuou muito forte mesmo após a sua partida. Muitos emigrantes italianos fizeram doações para a construção do Altare della Patria (1885–1935), uma parte do monumento dedicado ao rei Vítor Emanuel II da Itália, e em memória disso, a inscrição da placa nos dois braseiros acesos perpetuamente no Altare della Patria próximo ao túmulo do Soldado Desconhecido Italiano, lê-se "Gli italiani all'estero alla Madre Patria" ("Italianos no exterior para a Pátria"). O significado alegórico das chamas que ardem perpetuamente está ligado ao seu simbolismo, que tem séculos, pois tem origem na Antiguidade Clássica, especialmente no culto dos mortos. Um fogo que arde eternamente simboliza que a memória, neste caso do sacrifício do Soldado Desconhecido e do vínculo do país de origem, está perpetuamente viva nos italianos, mesmo naqueles que estão longe do seu país, e nunca se apagará.

### Educação

Taxas de alfabetização na Itália em 1861, logo após a proclamação do Reino da Itália. A Itália carece do Lácio e do Trivêneto, que foram posteriormente anexados.

Na Itália, existe um sistema escolar estatal ou sistema educacional desde 1859, quando a Legge Casati (Lei Casati) determinou responsabilidades educacionais para o futuro estado italiano (a unificação italiana ocorreu em 1861).
A Lei Casati tornou o ensino primário (scuola elementare) obrigatório, e tinha como objetivo aumentar a alfabetização. Esta lei deu o controle do ensino primário às cidades individuais, do ensino secundário às províncias, e as universidades foram geridas pelo Estado. Mesmo com a Lei Casati e a escolaridade obrigatória, nas zonas rurais (e no sul) as crianças muitas vezes não eram enviadas para a escola (a taxa de crianças matriculadas no ensino primário só atingiria 90% após os 70 anos) e a taxa de analfabetismo (que era de quase 80 % em 1861) levou mais de 50 anos para reduzir pela metade.
A próxima lei importante relativa ao sistema educacional italiano foi a Legge Gentile. Esta lei foi emitida em 1923, quando Benito Mussolini e o seu Partido Nacional Fascista estavam no poder. Na verdade, Giovanni Gentile foi incumbido da tarefa de criar um sistema educacional considerado adequado ao sistema fascista. A idade obrigatória de escolaridade foi elevada para 14 anos e baseava-se um pouco num sistema de escada: após os primeiros cinco anos do ensino primário, podia-se escolher a scuola media, que daria maior acesso ao "liceo" e a outros ensinos secundários, ou o "avviamento al lavoro" (formação profissional), que pretendia proporcionar uma entrada rápida nas camadas mais baixas da força de trabalho. A reforma reforçou o papel do Liceo Clássico, criado pela Lei Casati em 1859 (e concebido durante a era fascista como o auge do ensino secundário, com o objetivo de formar as futuras classes altas), e criou o Técnico, Comercial e Industrial. institutos e o Liceo Scientifico. A influência do idealismo italiano de Gentile foi grande, e ele considerava a religião católica o "fundamento e coroação" da educação.

### Era liberal da política (1870-1914)

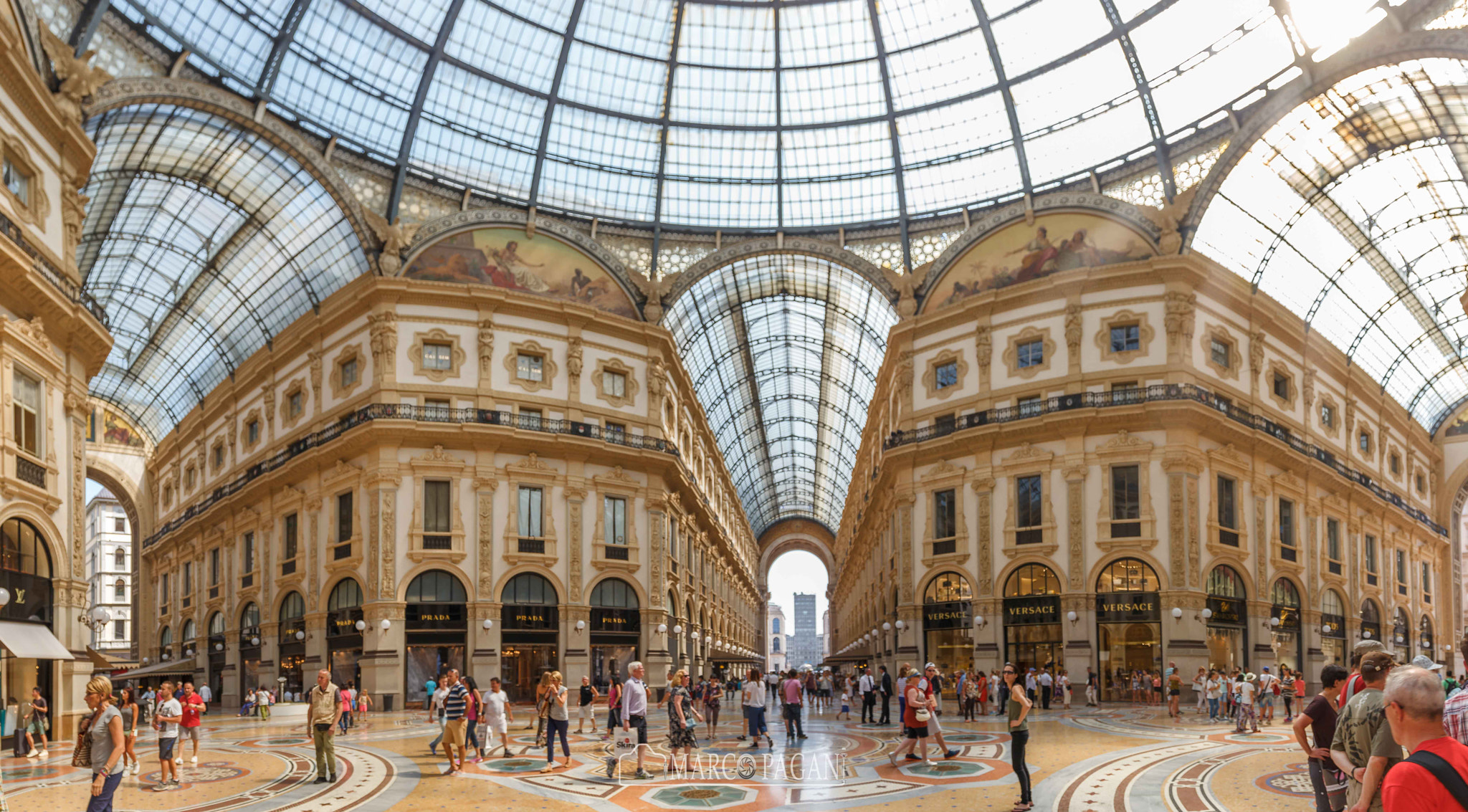
A Galleria Vittorio Emanuele II de Milão, uma obra arquitetônica criada por Giuseppe Mengoni entre 1865 e 1877 e batizada em homenagem ao primeiro rei da Itália unificada,

Após a unificação, a política da Itália favoreceu o liberalismo:
a direita liberal-conservadora (destra storica ou Direita Histórica) foi fragmentada regionalmente e o primeiro-ministro liberal-conservador Marco Minghetti só manteve o poder promulgando políticas revolucionárias e de esquerda (como a nacionalização dos caminhos-de-ferro) para apaziguar a oposição.

#### Agostino Depretis

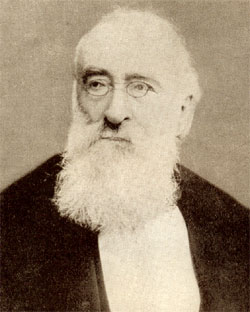
Agostino Depretis

Em 1876, Minghetti foi deposto e substituído pelo liberal Agostino Depretis, que iniciou o longo Período Liberal. O Período Liberal foi marcado pela corrupção, instabilidade governamental, pobreza contínua no sul da Itália e pelo uso de medidas autoritárias por parte do governo italiano.
Depretis iniciou o seu mandato como primeiro-ministro iniciando uma noção política experimental conhecida como trasformismo. A teoria do transformismo era que um gabinete deveria selecionar uma variedade de políticos moderados e capazes a partir de uma perspectiva apartidária. Na prática, o trasformismo foi autoritário e corrupto, pois Depretis pressionou os distritos a votarem nos seus candidatos se desejassem obter concessões favoráveis de Depretis quando estivessem no poder. Os resultados das eleições gerais italianas de 1876 resultaram na eleição de apenas quatro representantes da direita, permitindo que o governo fosse dominado por Depretis. Acredita-se que as ações despóticas e corruptas sejam os principais meios pelos quais Depretis conseguiu manter o apoio no sul da Itália. Depretis adotou medidas autoritárias, como a proibição de reuniões públicas, a colocação de indivíduos "perigosos" em exílio interno em ilhas penais remotas em toda a Itália e a adoção de políticas militaristas. Depretis promulgou legislação controversa para a época, como a abolição da prisão por dívidas e a tornar o ensino primário gratuito e obrigatório, ao mesmo tempo que pôs fim ao ensino religioso obrigatório nas escolas primárias.

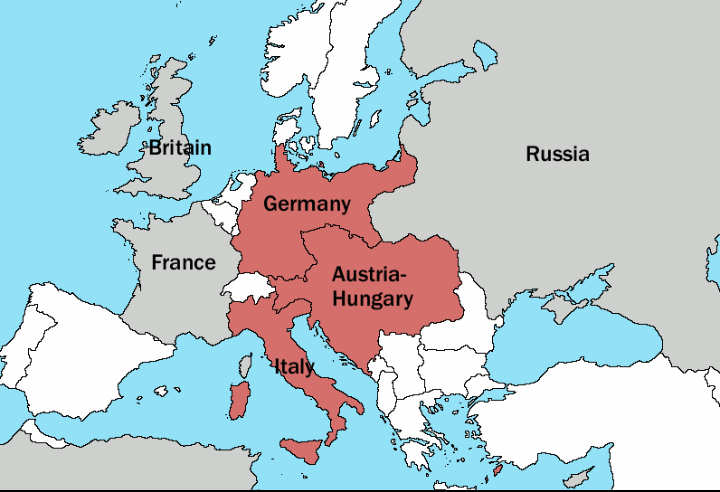
A Tríplice Aliança em 1913, mostrada em vermelho

Em 1887, Francesco Crispi tornou-se primeiro-ministro e começou a concentrar os esforços do governo na política externa. Crispi trabalhou para construir a Itália como uma grande potência mundial através do aumento dos gastos militares, da defesa do expansionismo e da tentativa de ganhar o favor da Alemanha. A Itália aderiu à Tríplice Aliança, que incluía tanto a Alemanha como a Áustria-Hungria em 1882 e que permaneceu oficialmente intacta até 1915. Ao mesmo tempo que ajudava a Itália a desenvolver-se estrategicamente, ele continuou o transformismo e tornou-se autoritário, sugerindo uma vez o uso da lei marcial para proibir os partidos da oposição. Apesar de ser autoritário, Crispi implementou políticas liberais, como a Lei de Saúde Pública de 1888, e estabeleceu tribunais para reparação de abusos cometidos pelo governo.

#### Francesco Crispi

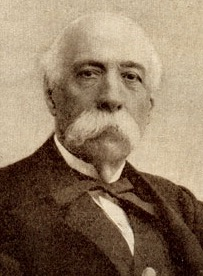
Francesco Crispi

Francesco Crispi foi primeiro-ministro durante um total de seis anos, de 1887 a 1891 e novamente de 1893 a 1896. O historiador R.J.B. Bosworth diz sobre sua política externa:
Crispi prosseguiu políticas cujo carácter abertamente agressivo não seria igualado até aos dias do regime fascista. Crispi aumentou as despesas militares, falou alegremente de uma conflagração europeia e alarmou os seus amigos alemães ou britânicos com sinais de ataques preventivos aos seus inimigos. As suas políticas foram ruinosas para o comércio da Itália com a França e, o que é mais humilhante, para as ambições coloniais na África Oriental. A ânsia de Crispi por território foi frustrada quando, em 1º de março de 1896, os exércitos do imperador etíope Menelik derrotaram as forças italianas em Adowa […] um desastre sem paralelo para um exército moderno. Crispi, cuja vida privada (talvez fosse um trigamista) e finanças pessoais […] eram objetos de escândalo perene, aposentou-se desonrosamente.
Crispi admirava muito o Reino Unido, mas não conseguiu obter assistência britânica para a sua política externa agressiva e recorreu à Alemanha. Crispi também ampliou o exército e a marinha e defendeu o expansionismo ao buscar o favor da Alemanha ao ingressar na Tríplice Aliança, que incluía a Alemanha e a Áustria-Hungria em 1882. Permaneceu oficialmente intacto até 1915 e evitou hostilidades entre a Itália e a Áustria, que controlavam as regiões fronteiriças reivindicadas pela Itália.

#### Colonialismo
No final do século XIX e início do século XX, a Itália emulou as Grandes Potências na aquisição de colónias, especialmente na luta para assumir o controlo de África que ocorreu na década de 1870. A Itália era fraca em recursos militares e económicos em comparação com a Grã-Bretanha, França e Alemanha. Ainda assim, foi difícil devido à resistência popular. Não era lucrativo devido aos elevados custos militares e ao menor valor económico das esferas de influência remanescentes quando a Itália começou a colonizar. A Grã-Bretanha estava ansiosa para bloquear a influência francesa e ajudou a Itália a ganhar território no Mar Vermelho.
Vários projetos coloniais foram empreendidos pelo governo. Isto foi feito para ganhar o apoio dos nacionalistas e imperialistas italianos, que queriam reconstruir um Império Romano. A Itália já tinha grandes assentamentos em Alexandria, Cairo e Túnis. A Itália tentou primeiro ganhar colónias através de negociações com outras potências mundiais para fazer concessões coloniais, mas estas negociações falharam. A Itália também enviou missionários a terras não colonizadas para investigar o potencial da colonização italiana. As mais promissoras e realistas eram partes de África. Os missionários italianos já haviam estabelecido uma posição segura em Massawa (na atual Eritreia) na década de 1830 e haviam entrado profundamente no Império Etíope.

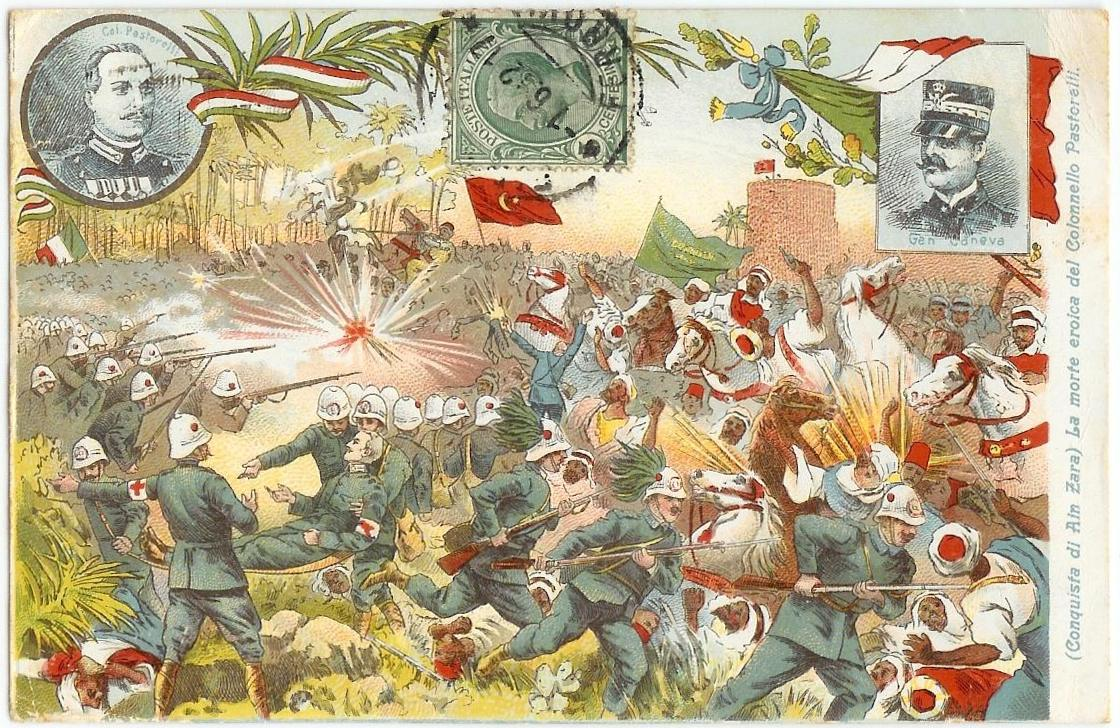
O Oásis de Ain Zara durante a Guerra Ítalo-Turca: cartão postal de propaganda feito pelo Exército Italiano

O início do colonialismo ocorreu em 1885, logo após a queda do domínio egípcio em Cartum, quando a Itália desembarcou soldados em Massawa, na África Oriental. Em 1888, a Itália anexou à força Massawa, criando a colônia da Eritreia italiana. Os portos eritreus de Massawa e Assab tratavam do comércio com a Itália e a Etiópia. O comércio foi promovido pelos baixos direitos pagos ao comércio italiano. A Itália exportava produtos manufaturados e importava café, cera de abelha e couros. Ao mesmo tempo, a Itália ocupou território no lado sul do corno de África, formando o que viria a ser a Somalilândia Italiana.
O Tratado de Wuchale, assinado em 1889, afirmava na versão em língua italiana que a Etiópia se tornaria um protetorado italiano, enquanto a versão em língua amárica etíope afirmava que o imperador etíope Menelique II poderia passar pela Itália para conduzir as relações exteriores. Isso aconteceu provavelmente devido ao erro de tradução de um verbo, que formava uma cláusula permissiva em amárico e obrigatória em italiano. Quando as diferenças nas versões vieram à tona, em 1895 Menelik II revogou o tratado e abandonou o acordo para seguir a política externa italiana. Devido à recusa da Etiópia em cumprir a versão italiana do tratado e apesar das desvantagens económicas internas, o governo italiano decidiu uma solução militar para forçar a Etiópia a cumprir a versão italiana do tratado. Ao fazê-lo, acreditaram que poderiam explorar as divisões dentro da Etiópia e confiar na superioridade táctica e tecnológica para compensar qualquer inferioridade numérica. Como resultado, a Itália e a Etiópia entraram em confronto, no que mais tarde ficou conhecido como a Primeira Guerra Ítalo-Etíope.
O exército italiano falhou no campo de batalha e foi esmagado por um enorme exército etíope na Batalha de Aduá. Nesse ponto, a força de invasão italiana foi forçada a recuar para a Eritreia. A guerra terminou formalmente com o Tratado de Adis Abeba em 1896, que revogou o Tratado de Wuchale, reconhecendo a Etiópia como um país independente. A campanha fracassada da Etiópia foi uma das poucas vitórias militares obtidas pelos africanos contra uma potência imperial nesta época.

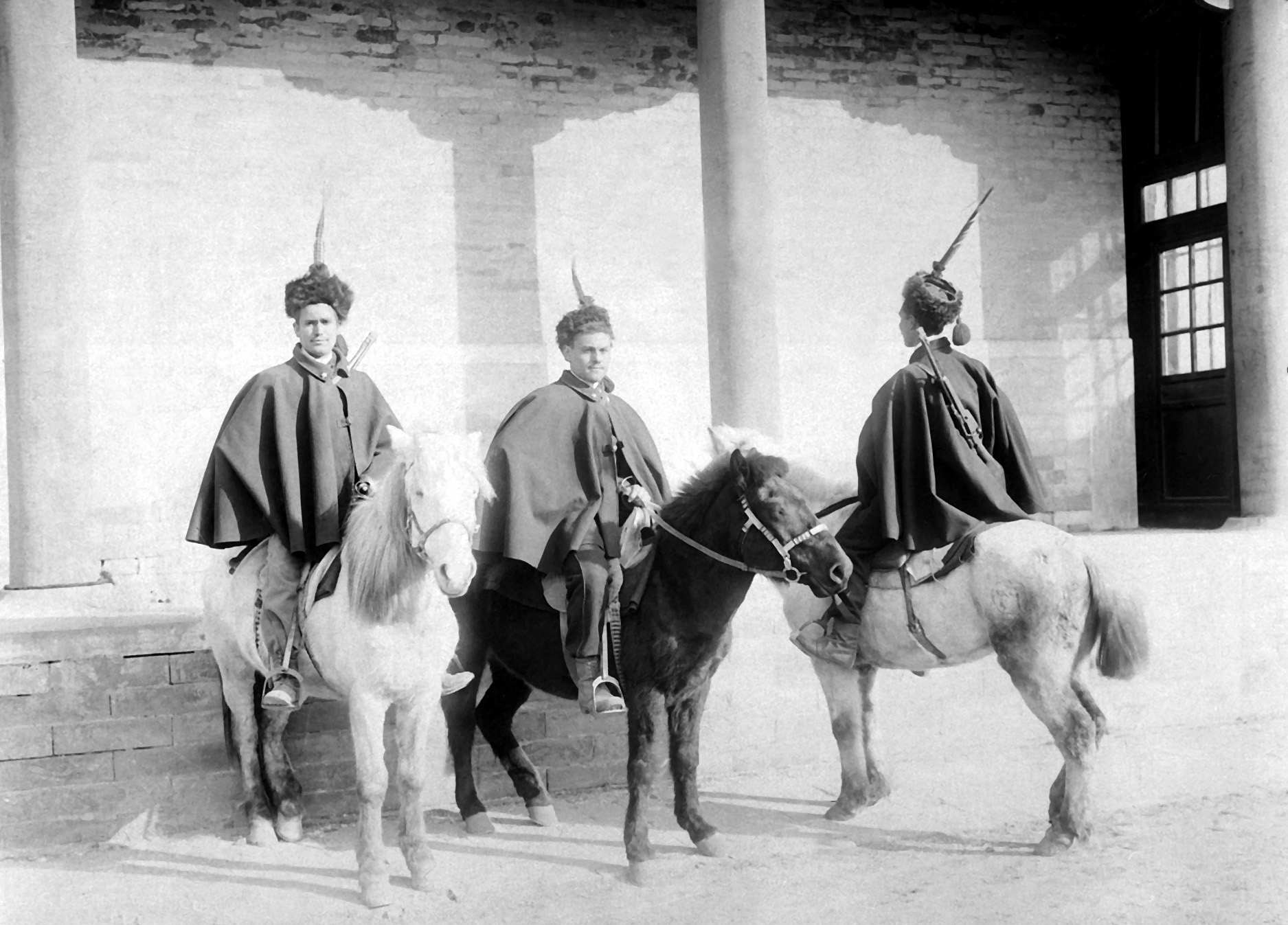
Infantaria montada italiana na China durante o Levante dos Boxers em 1900

De 2 de novembro de 1899 a 7 de setembro de 1901, a Itália participou como parte das forças da Aliança das Oito Nações durante a Rebelião dos Boxers na China. Em 7 de Setembro de 1901, uma concessão em Tientsin foi cedida à Itália pela Dinastia Qing. Em 7 de junho de 1902, a concessão foi tomada em posse italiana e administrada por um cônsul italiano.
Em 1911, a Itália declarou guerra ao Império Otomano e invadiu a Tripolitânia, Fezã e a Cirenaica. Estas províncias juntas formaram o que ficou conhecido como Líbia. A guerra terminou apenas um ano depois, mas a ocupação resultou em actos de discriminação contra os líbios, como a deportação forçada de líbios para as Ilhas Tremiti em Outubro de 1911. Em 1912, um terço destes refugiados líbios tinha morrido por falta de comida e abrigo. A anexação da Líbia levou os nacionalistas a defenderem a dominação italiana do Mar Mediterrâneo, ocupando a Grécia e a região costeira do Mar Adriático, na Dalmácia.

#### Giovanni Giolitti

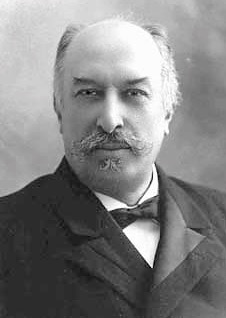
Giovanni Giolitti, primeiro-ministro da Itália cinco vezes entre 1892 e 1921

Em 1892, Giovanni Giolitti tornou-se primeiro-ministro da Itália para o seu primeiro mandato. Embora o seu primeiro governo tenha entrado em colapso rapidamente um ano depois, Giolitti regressou em 1903 para liderar o governo italiano durante um período fragmentado até 1914. Giolitti passou a vida anterior como funcionário público e depois assumiu cargos nos gabinetes de Crispi. Giolitti foi o primeiro primeiro-ministro italiano a longo prazo porque dominou o conceito político de transformismo, manipulando, coagindo e subornando funcionários para o seu lado, prática também conhecida como giolittismo. Nas eleições do governo de Giolitti, a fraude eleitoral era comum. Giolitti ajudou a melhorar a votação apenas em áreas abastadas e com maior apoio, ao mesmo tempo que tentava isolar e intimidar áreas pobres onde a oposição era forte. O sul da Itália estava em péssimas condições antes e durante o mandato de Giolitti como primeiro-ministro: quatro quintos dos italianos do sul eram analfabetos e a terrível situação ali variava desde problemas de grande número de proprietários ausentes até rebeliões e até fome. A corrupção era um problema tão grande que o próprio Giolitti admitiu que havia lugares "onde a lei não funciona".

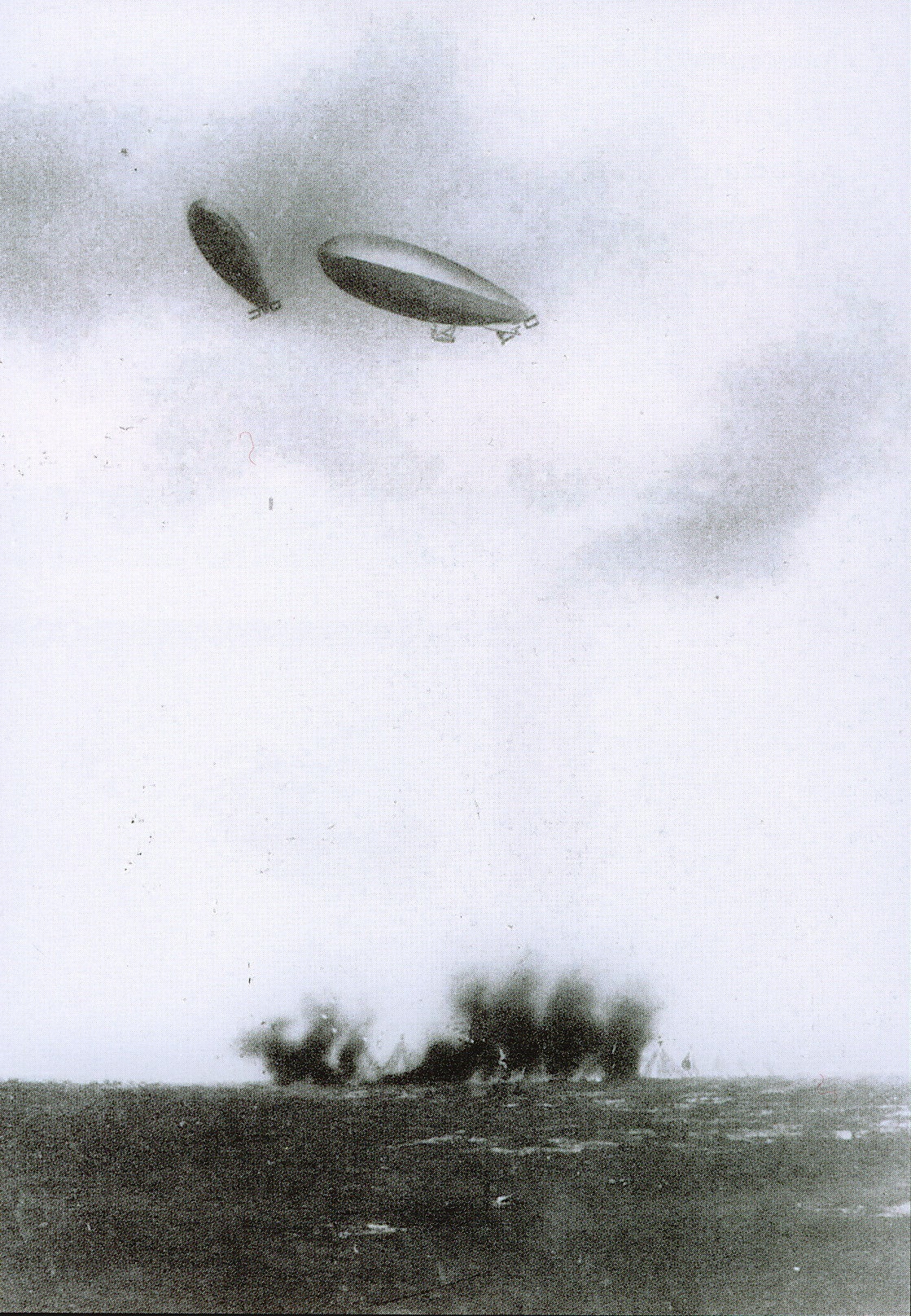
Dirigíveis italianos bombardeiam posições turcas na Líbia, já que a Guerra Ítalo-Turca de 1911-1912 foi a primeira na história em que ataques aéreos (realizados aqui por dirigíveis) determinaram o resultado.

Em 1911, o governo de Giolitti enviou forças para ocupar a Líbia. Embora o sucesso da Guerra da Líbia tenha melhorado o estatuto dos nacionalistas, não ajudou a administração de Giolitti como um todo. O governo tentou desencorajar as críticas falando sobre as conquistas estratégicas da Itália e a inventividade de seus militares na guerra: a Itália foi o primeiro país a usar o dirigível para fins militares e realizou bombardeios aéreos contra as forças otomanas. A guerra radicalizou o Partido Socialista Italiano, e os revolucionários antiguerra apelaram à violência para derrubar o governo. As eleições foram realizadas em 1913, e a coalizão de Giolitti manteve a maioria absoluta na Câmara dos Deputados, enquanto o Partido Radical emergiu como o maior bloco de oposição. O Partido Socialista Italiano ganhou oito cadeiras e foi o maior partido da Emília-Romanha. A coalizão de Giolitti não durou muito depois da eleição e ele foi forçado a renunciar em março de 1914. Mais tarde, Giolitti retornou como primeiro-ministro apenas brevemente em 1920, mas a era do liberalismo havia efetivamente acabado na Itália.
As eleições de 1913 e 1919 testemunharam ganhos obtidos pelos partidos Socialistas, Católicos e Nacionalistas às custas dos Liberais e Radicais tradicionalmente dominantes, que ficaram cada vez mais fracturados e enfraquecidos como resultado.

### Primeira Guerra Mundial e fracasso do estado liberal (1915-1922)

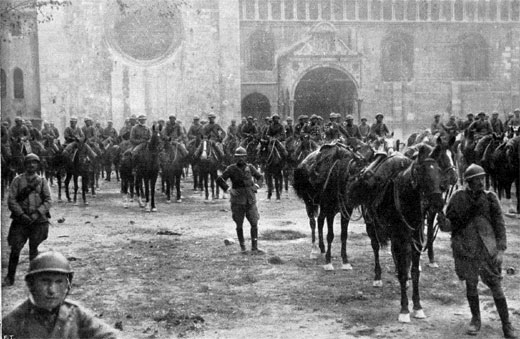
Cavalaria italiana em Trento em 3 de novembro de 1918, após a vitoriosa Batalha de Vittorio Veneto

A Itália entrou na Primeira Guerra Mundial em 1915 com o objetivo de completar a unidade nacional: por esta razão, a intervenção italiana na Primeira Guerra Mundial é também considerada a Quarta Guerra da Independência Italiana, numa perspectiva historiográfica que identifica no última a conclusão da unificação da Itália.
A guerra forçou a decisão de honrar a aliança com a Alemanha e a Áustria. Durante seis meses a Itália permaneceu neutra, já que a Tríplice Aliança tinha apenas fins defensivos. A Itália tomou a iniciativa de entrar na guerra na primavera de 1915, apesar do forte sentimento popular e da elite a favor da neutralidade. A Itália era um país grande e pobre, cujo sistema político era caótico, as suas finanças estavam fortemente tensas e o seu exército estava muito mal preparado. A Tríplice Aliança significou pouco para os italianos ou austríacos – Viena declarou guerra à Sérvia sem consultar Roma. O primeiro-ministro Antonio Salandra e o ministro das Relações Exteriores Sidney Sonnino negociaram com ambos os lados em segredo pelo melhor acordo, e conseguiram um da Entente, que estava bastante disposta a prometer grandes fatias do Império Austro-Húngaro, incluindo o Tirol e Trieste, também como tornar a Albânia um protetorado. A Rússia vetou dar a Itália a Dalmácia. A Grã-Bretanha estava disposta a pagar subsídios e empréstimos para conseguir 36 milhões de italianos como novos aliados que ameaçavam o flanco sul da Áustria.

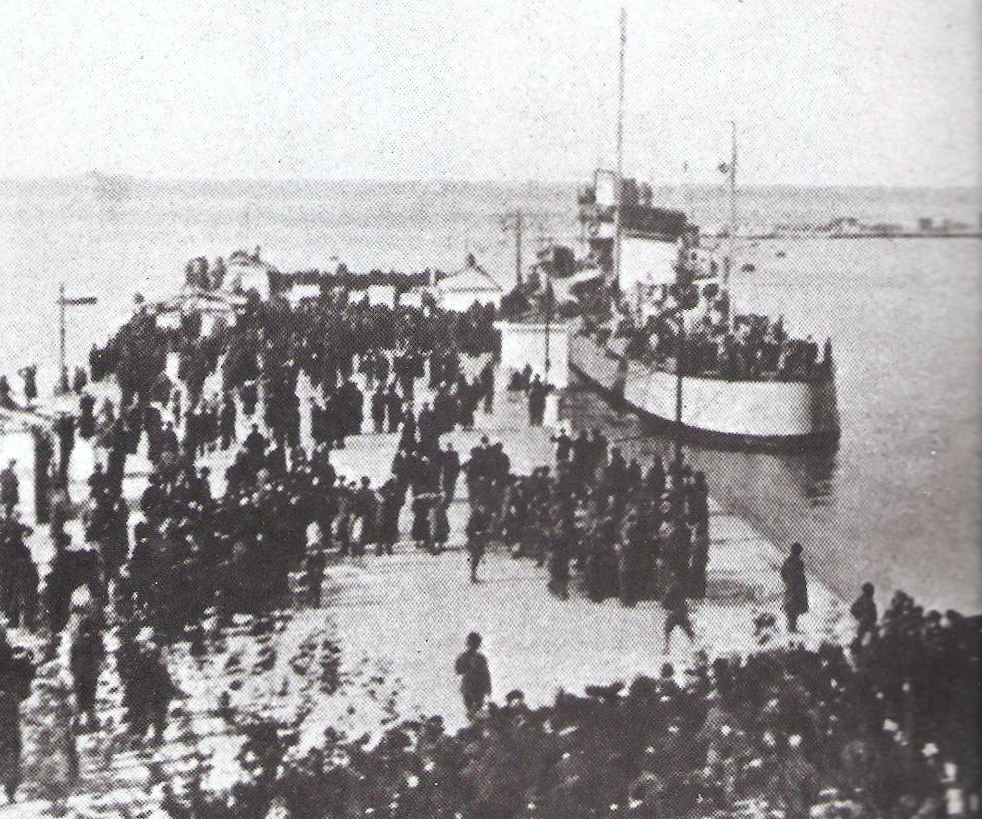
Tropas italianas desembarcando em Trieste, 3 de novembro de 1918

Quando o Tratado de Londres foi anunciado em maio de 1915, houve um alvoroço de elementos antiguerra. Relatórios vindos de toda a Itália mostraram que o povo temia a guerra e pouco se importava com ganhos territoriais. A população rural viu que a guerra é um desastre, como a seca, a fome ou a peste. Os empresários em geral se opuseram, temendo controles e impostos governamentais severos e a perda de mercados estrangeiros. Reverter a decisão parecia impossível, pois a Tríplice Aliança não queria a Itália de volta e o trono do rei estava em risco. Apoiadores pró-guerra aglomeraram-se nas ruas. O fervor pela guerra representou uma reacção amargamente hostil contra a política habitual e os fracassos, frustrações e estupidez da classe dominante. Benito Mussolini criou o jornal Il Popolo d'Italia, que inicialmente tentou convencer socialistas e revolucionários a apoiar a guerra. As Potências Aliadas, ansiosas por atrair a Itália para a guerra, ajudaram a financiar o jornal. Mais tarde, depois da guerra, esta publicação se tornaria o jornal oficial do movimento fascista.

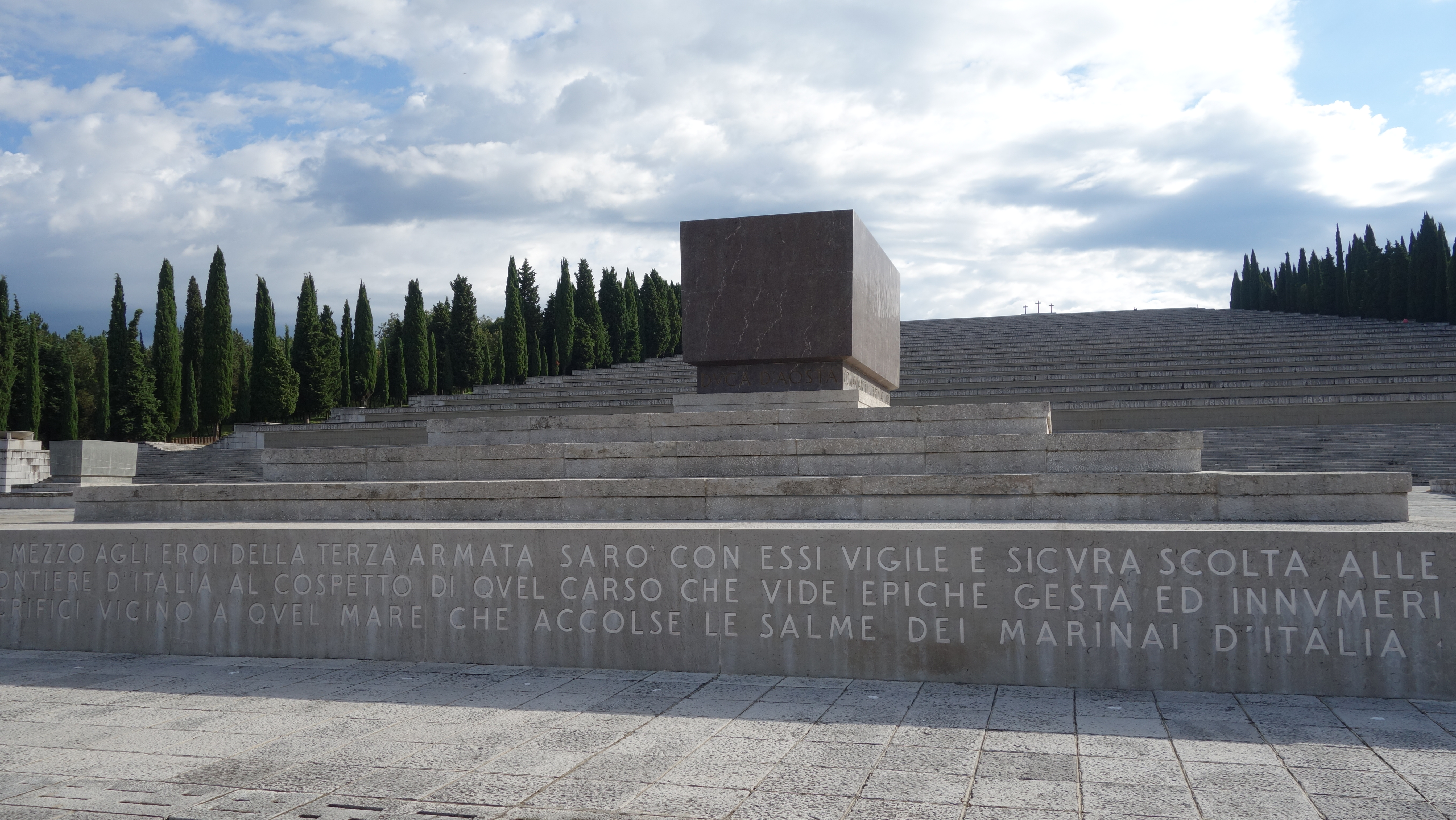
O Memorial de Guerra Redipuglia de Redipuglia, com o túmulo do Príncipe Emanuel Filisberto, Duque de Aosta em primeiro plano

A Itália entrou na guerra com um exército de 875.000 homens, mas o exército era mal liderado e carecia de artilharia pesada e metralhadoras, tendo os seus suprimentos de guerra sido em grande parte esgotados na guerra de 1911-12 contra a Turquia. A Itália revelou-se incapaz de levar a cabo a guerra de forma eficaz, pois os combates duraram três anos numa frente muito estreita ao longo do rio Isonzo, onde os austríacos ocupavam o terreno elevado. Em 1916, a Itália declarou guerra à Alemanha, que forneceu ajuda significativa aos austríacos. Cerca de 650 mil soldados italianos morreram e 950 mil ficaram feridos, enquanto a economia necessitava de financiamento aliado em grande escala para sobreviver.
Antes da guerra, o governo tinha ignorado as questões laborais, mas agora tinha de intervir para mobilizar a produção de guerra. Com o principal partido socialista da classe trabalhadora relutante em apoiar o esforço de guerra, as greves eram frequentes e a cooperação mínima, especialmente nos redutos socialistas do Piemonte e da Lombardia. O governo impôs tabelas salariais elevadas, bem como negociações colectivas e esquemas de seguros. Muitas grandes empresas expandiram-se dramaticamente. A inflação duplicou o custo de vida. Os salários industriais mantiveram o ritmo, mas não os salários dos trabalhadores agrícolas. O descontentamento era elevado nas zonas rurais, uma vez que muitos homens eram contratados para trabalhar, os empregos industriais não estavam disponíveis, os salários cresciam lentamente e a inflação era igualmente má.
A vitória italiana, anunciada pelo Bollettino della Vittoria e pelo Bollettino della Vittoria Navale, marcou o fim da guerra na Frente Italiana, garantiu a dissolução do Império Austro-Húngaro e foi principalmente instrumental para o fim da Primeira Guerra Mundial menos de duas semanas depois. Mais de 651 mil soldados italianos morreram nos campos de batalha. As mortes de civis italianos foram estimadas em 589 000 devido à desnutrição e à escassez de alimentos.

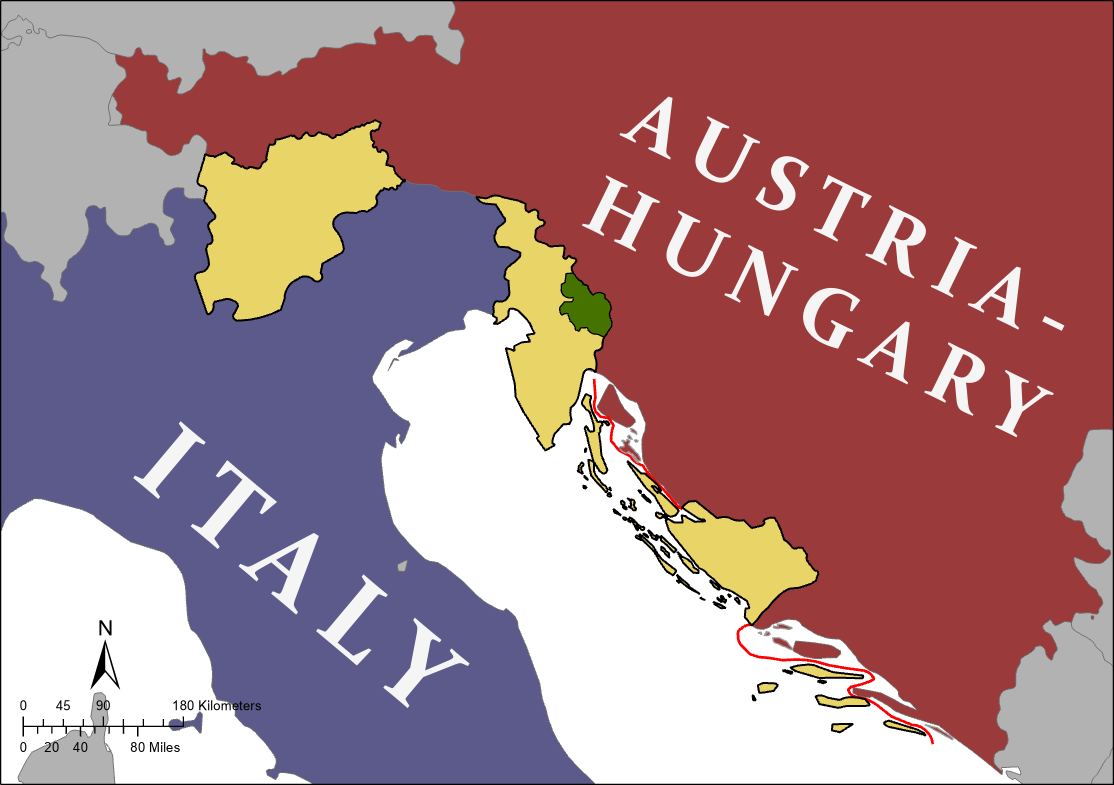
Territórios prometidos à Itália pelo Tratado de Londres (1915), ou seja, Trentino-Alto Ádige, Marcha Juliana e Dalmácia (marrom), e a área do Planalto Snežnik (verde). Após a Primeira Guerra Mundial a Dalmácia não foi atribuída à Itália, mas à Iugoslávia.

Quando a guerra chegou ao fim, o primeiro-ministro italiano Vittorio Emanuele Orlando reuniu-se com o primeiro-ministro britânico David Lloyd George, o primeiro-ministro da França Georges Clemenceau e o presidente dos Estados Unidos Woodrow Wilson em Versalhes para discutir como as fronteiras da Europa deveriam ser redefinidas para ajudar a evitar uma futura guerra europeia. As conversações proporcionaram poucos ganhos territoriais à Itália, uma vez que Wilson prometeu liberdade a todas as nacionalidades europeias para formarem os seus Estados-nação. Como resultado, o Tratado de Versalhes não atribuiu a Dalmácia e a Albânia à Itália como havia sido prometido no Tratado de Londres. Além disso, os britânicos e franceses decidiram dividir as colónias ultramarinas alemãs nos seus mandatos, sem que a Itália recebesse nenhum. A Itália também não ganhou nenhum território com a dissolução do Império Otomano. Apesar disso, Orlando concordou em assinar o Tratado de Versalhes, o que causou alvoroço contra o seu governo. O Tratado de Saint-Germain-en-Laye (1919) e o Tratado de Rapallo (1920) permitiram a anexação do Trentino Alto-Ádige, da Marcha Juliana, da Ístria, de Kvarner, bem como da cidade dálmata de Zara.
Furioso com o acordo de paz, o poeta nacionalista italiano Gabriele D'Annunzio liderou veteranos de guerra e nacionalistas insatisfeitos para formar o Estado Livre de Fiume em setembro de 1919. Sua popularidade entre os nacionalistas o levou a ser chamado de Il Duce ("O Líder"), e ele usou paramilitares de camisa preta em seu ataque a Fiume. O título de liderança de Duce e o uniforme paramilitar de camisa preta seriam posteriormente adotados pelo movimento fascista de Benito Mussolini. A exigência da anexação italiana de Fiume espalhou-se por todos os lados do espectro político, incluindo os fascistas de Mussolini.
O subsequente Tratado de Roma (1924) levou à anexação da cidade de Fiume à Itália. A falta de ganhos territoriais da Itália fez com que o resultado fosse denunciado como uma vitória mutilada. A retórica da vitória mutilada foi adotada por Mussolini e levou à ascensão do fascismo italiano, tornando-se um ponto-chave na propaganda da Itália Fascista. Os historiadores consideram a vitória mutilada um "mito político", usado pelos fascistas para alimentar o imperialismo italiano e obscurecer os sucessos da Itália liberal no rescaldo da Primeira Guerra Mundial A Itália também ganhou um assento permanente no conselho executivo da Liga das Nações.

### Regime fascista, Segunda Guerra Mundial e Guerra Civil (1922-1946)

#### Ascensão do fascismo ao poder

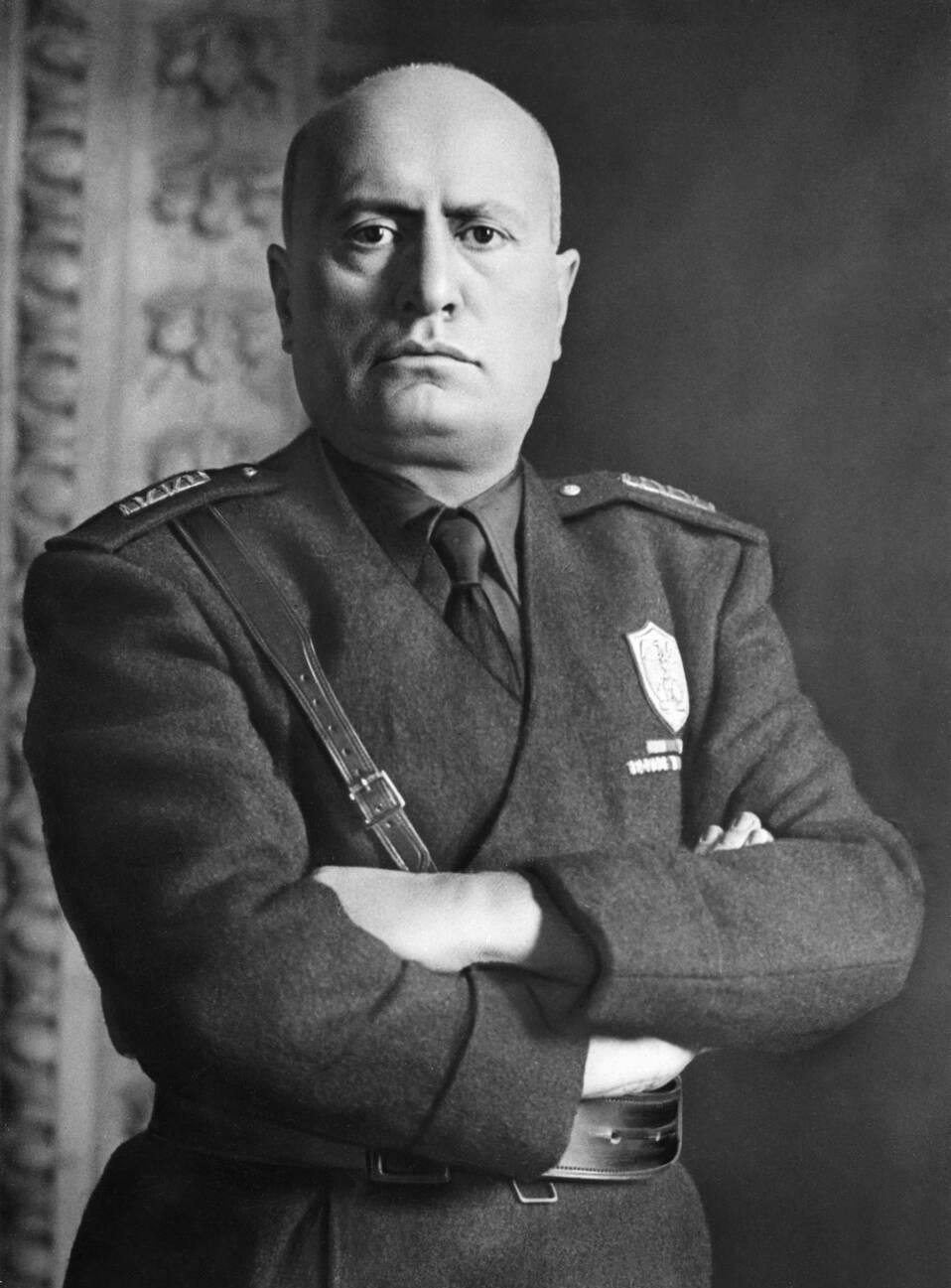
Benito Mussolini, que se intitulou Duce e governou o país de 1922 a 1943

Benito Mussolini criou o Fasci di Combattimento ou Liga de Combate em 1919. Foi originalmente dominado por veteranos patrióticos, socialistas e sindicalistas que se opunham às políticas pacifistas do Partido Socialista Italiano. Este movimento fascista inicial tinha uma plataforma mais inclinada para a esquerda, prometendo revolução social, representação proporcional nas eleições, sufrágio feminino (parcialmente realizado em 1925) e divisão da propriedade rural privada detida por propriedades. Eles também se diferenciaram do fascismo posterior por se oporem à censura, ao militarismo e à ditadura.

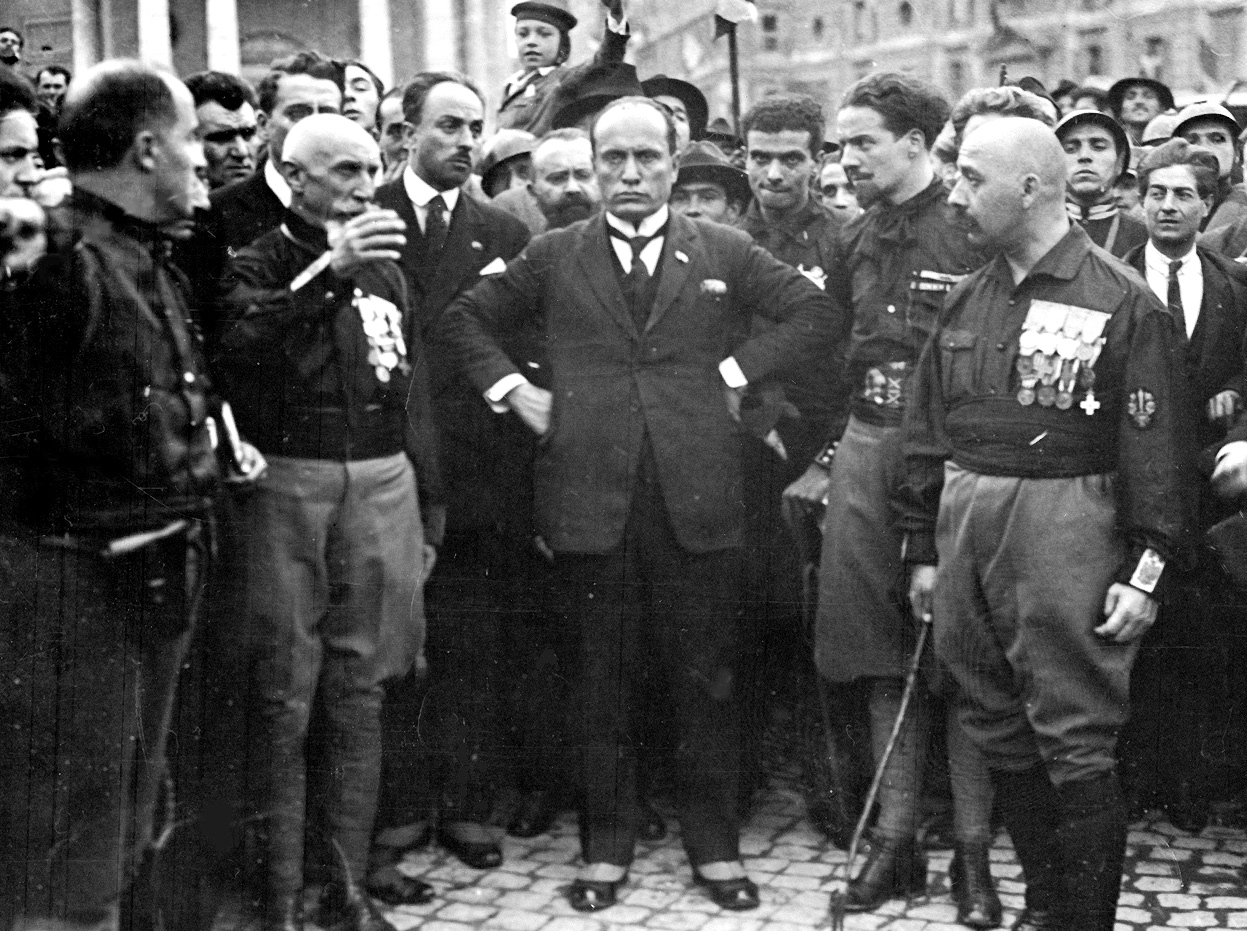
Benito Mussolini durante a Marcha sobre Roma em 1922

Ao mesmo tempo, o chamado Biennio Rosso (biénio vermelho) teve lugar nos dois anos que se seguiram à guerra, num contexto de crise económica, elevado desemprego e instabilidade política. O período 1919-20 foi caracterizado por greves de massas, manifestações de trabalhadores, bem como experiências de autogestão através de ocupações de terras e fábricas. Em Turim e Milão, foram formados conselhos de trabalhadores e muitas ocupações de fábricas ocorreram sob a liderança de anarcosindicalistas. As agitações também se estenderam às zonas agrícolas da planície de Padan e foram acompanhadas por greves camponesas, agitação rural e conflitos de guerrilha entre milícias de esquerda e de direita. A partir de então, o Fasci di Combattimento (precursor do Partido Nacional Fascista, 1921) explorou com sucesso as reivindicações dos nacionalistas italianos e a busca pela ordem e normalização da classe média. Em outubro de 1922, Mussolini aproveitou uma greve geral para anunciar as suas exigências ao governo italiano para dar poder político ao Partido Fascista ou enfrentaria um golpe. Sem resposta imediata, um grupo de 30 000 fascistas iniciou uma longa jornada através da Itália até Roma (a Marcha sobre Roma), alegando que os fascistas pretendiam restaurar a lei e a ordem. Os fascistas exigiram a renúncia do primeiro-ministro Luigi Facta e que Mussolini fosse nomeado para o cargo. Embora o exército italiano estivesse muito melhor armado do que as milícias fascistas, o sistema liberal e o rei Victor Emmanuel III enfrentavam uma crise política mais profunda. O rei foi forçado a escolher qual dos dois movimentos rivais na Itália formaria o governo: os fascistas de Mussolini ou o marxista Partido Socialista Italiano. Ele selecionou os fascistas.

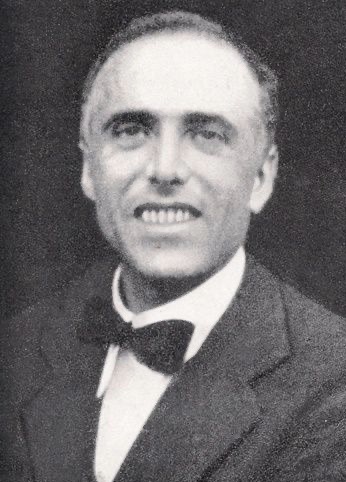
O líder socialista Giacomo Matteotti, assassinado poucos dias depois de denunciar abertamente a violência fascista durante as eleições de 1924

Mussolini formou uma coalizão com nacionalistas e liberais, e em 1923 aprovou a Lei eleitoral Acerbo, que atribuía dois terços das cadeiras ao partido que conseguisse pelo menos 25% dos votos. O Partido Fascista usou a violência e a intimidação para atingir o limiar nas eleições de 1924, obtendo assim o controle do parlamento. O deputado socialista Giacomo Matteotti foi assassinado após pedir a anulação da votação. A oposição parlamentar respondeu ao assassinato de Matteotti com a Secessão Aventino.
Nos quatro anos seguintes, Mussolini eliminou quase todos os pesos e contrapesos do seu poder. Em 24 de dezembro de 1925, ele aprovou uma lei que declarava que ele era responsável apenas perante o rei, tornando-o a única pessoa capaz de determinar a agenda do parlamento. Os governos locais foram dissolvidos e funcionários nomeados (chamados "Podestà") substituíram prefeitos e conselhos eleitos. Em 1928, todos os partidos políticos foram banidos e as eleições parlamentares foram substituídas por plebiscitos nos quais o Grande Conselho do Fascismo nomeou uma lista única de 400 candidatos. Christopher Duggan argumenta que o seu regime explorou o apelo popular de Mussolini e forjou um culto à personalidade que serviu de modelo que foi imitado por ditadores de outros regimes fascistas da década de 1930.

Em resumo, o historiador Stanley G. Payne diz que o fascismo na Itália foi:
Uma ditadura essencialmente política. O próprio Partido Fascista tornou-se quase completamente burocratizado e subserviente, e não dominante, ao próprio Estado. As grandes empresas, a indústria e as finanças mantiveram ampla autonomia, especialmente nos primeiros anos. As forças armadas também gozavam de considerável autonomia. […] A milícia fascista foi colocada sob controle militar. O sistema judicial permaneceu praticamente intacto e também relativamente autónomo. A polícia continuou a ser dirigida por funcionários do Estado e não foi assumida por líderes partidários, nem foi criada uma nova elite policial importante. Nunca houve qualquer questão de colocar a Igreja sob subserviência geral. Setores consideráveis da vida cultural italiana mantiveram ampla autonomia e não existia nenhum ministério estatal importante de propaganda e cultura. O regime de Mussolini não foi nem especialmente sanguinário nem particularmente repressivo.

#### Fim da questão romana

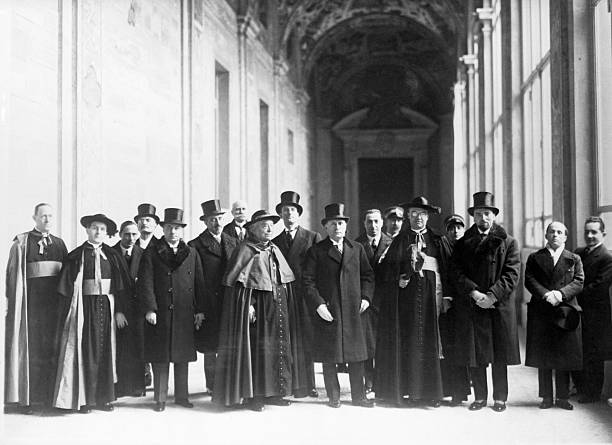
Delegações do Vaticano e da Itália antes da assinatura do Tratado de Latrão

Durante a unificação da Itália em meados do século XIX, os Estados Papais resistiram à incorporação na nova nação. O nascente Reino da Itália invadiu e ocupou a Romanha (a porção oriental dos Estados Papais) em 1860, deixando apenas o Lácio nos domínios do papa. O Lácio, incluindo a própria Roma, foi ocupado e anexado em 1870. Durante os sessenta anos seguintes, as relações entre o papado e o governo italiano foram hostis, e o estatuto do papa ficou conhecido como a "Questão Romana". O Tratado de Latrão foi um componente dos Pactos de Latrão de 1929, acordos entre o Reino da Itália sob o rei Vítor Emanuel III da Itália e a Santa Sé sob o Papa Pio XI para resolver a questão. O tratado e os pactos associados foram assinados em 11 de fevereiro de 1929. O tratado reconheceu a Cidade do Vaticano como um estado independente sob a soberania da Santa Sé. O governo italiano também concordou em dar à Igreja Católica Romana uma compensação financeira pela perda dos Estados Papais. Em 1948, o Tratado de Latrão foi reconhecido na Constituição da Itália como regulador das relações entre o Estado e a Igreja Católica. O tratado foi significativamente revisado em 1984, encerrando o status do catolicismo como única religião oficial.

#### Política externa

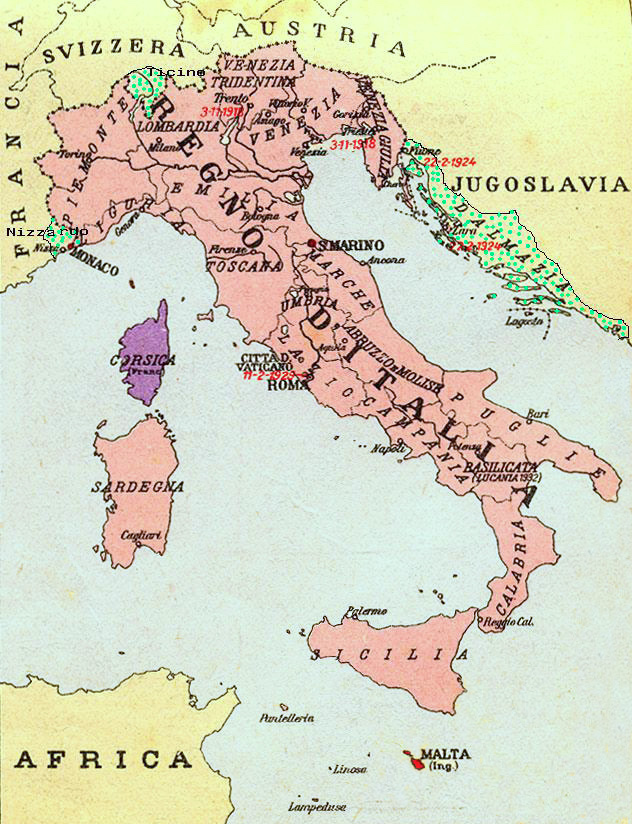
Regiões étnicas italianas reivindicadas pelo irredentismo italiano na década de 1930: * Verde: Nice, Ticino e Dalmácia * Vermelho: Malta * Violeta: Córsega * Saboia e Corfu foram posteriormente reivindicadas.

Lee identifica três temas principais na política externa de Mussolini. A primeira foi a continuação dos objetivos de política externa do regime liberal anterior. A Itália liberal aliou-se à Alemanha e à Áustria e tinha grandes ambições nos Balcãs e no Norte de África. Desde que foi duramente derrotado na Etiópia em 1896, houve uma forte exigência de tomada daquele país. Em segundo lugar, houve uma profunda desilusão após as pesadas perdas da Primeira Guerra Mundial; os pequenos ganhos territoriais da Áustria não foram suficientes para compensar. O terceiro foi a promessa de Mussolini de restaurar o orgulho e a glória do Império Romano.
O fascismo italiano baseia-se no nacionalismo italiano e, em particular, procura completar o que considera ser o projecto incompleto do Risorgimento, incorporando a Italia Irredenta (Itália não redimida) no estado de Itália. A leste da Itália, os fascistas afirmavam que a Dalmácia era uma terra de cultura italiana. Ao sul da Itália, os fascistas reivindicaram Malta, que pertencia ao Reino Unido, e Corfu, que pertencia à Grécia, ao norte reivindicaram a Suíça italiana, enquanto a oeste reivindicaram a Córsega, Nice e Saboia, que pertenciam à França.

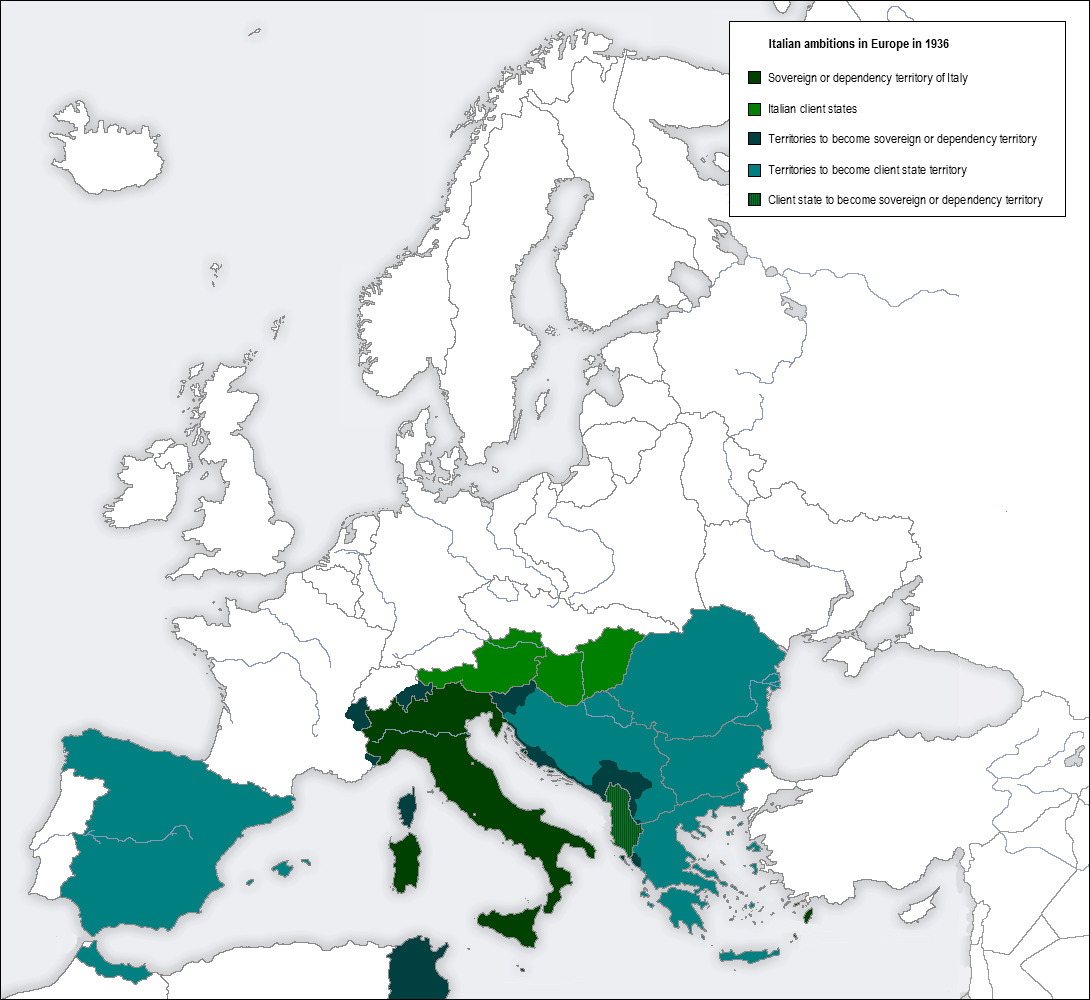
Ambições da Itália fascista na Europa em 1936.
Itália Metropolitana e territórios dependentes;
Estados clientes;
Territórios reivindicados a serem anexados;
Territórios a serem transformados em estados clientes. A Albânia, que era um estado cliente, foi considerada um território a ser anexado.

Mussolini prometeu trazer a Itália de volta como grande potência na Europa, construindo um "Novo Império Romano" e mantendo o poder sobre o mar Mediterrâneo. Na propaganda, os fascistas usaram o antigo lema romano Mare Nostrum ("Nosso Mar" em latim) para descrever o Mediterrâneo. Por esta razão, o regime fascista envolveu-se numa política externa intervencionista na Europa. Em 1923, a ilha grega de Corfu foi brevemente ocupada pela Itália, após o assassinato do general Tellini em território grego. Em 1925, a Albânia ficou sob forte influência italiana como resultado dos Tratados de Tirana, que também deram à Itália uma posição mais forte nos Balcãs. As relações com a França eram mistas. O regime fascista planejou reconquistar áreas da França povoadas por italianos. Com a ascensão do nazismo, ficou mais preocupado com a ameaça potencial da Alemanha à Itália. Devido a preocupações com o expansionismo alemão, a Itália juntou-se à Frente Stresa com a França e o Reino Unido, que existiu de 1935 a 1936. O regime fascista manteve relações negativas com a Iugoslávia, pois continuava a reivindicar a Dalmácia.
Durante a Guerra Civil Espanhola entre os Republicanos socialistas e os Nacionalistas liderados por Francisco Franco, a Itália enviou armas e mais de 60.000 soldados para ajudar a facção Nacionalista. Isto garantiu o acesso naval da Itália aos portos espanhóis e aumentou a influência italiana no Mediterrâneo. Durante a década de 1930, a Itália seguiu fortemente uma política de rearmamento naval; em 1940, a Regia Marina foi a quarta maior marinha do mundo.

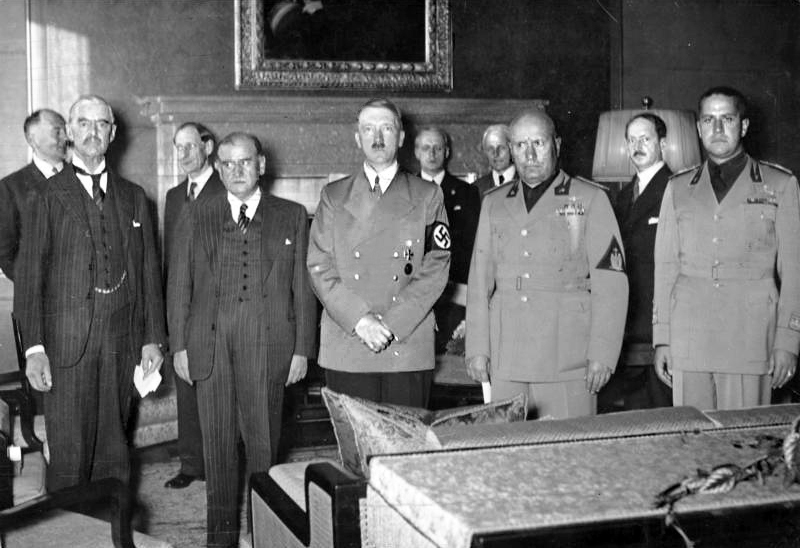
Da esquerda para a direita, Chamberlain, Daladier, Hitler, Mussolini e o ministro das Relações Exteriores italiano, Conde Ciano, na assinatura do Acordo de Munique

Mussolini e Adolf Hitler conheceram-se pela primeira vez em junho de 1934, quando Mussolini se opôs aos planos alemães de anexar a Áustria para garantir que a Alemanha nazi não se tornaria hegemónica na Europa. As aparições públicas e a propaganda retratavam constantemente a proximidade de Mussolini e Hitler e as semelhanças entre o fascismo italiano e o nacional-socialismo alemão. Embora ambas as ideologias tivessem semelhanças significativas, as duas facções suspeitavam uma da outra e ambos os líderes competiam pela influência mundial.

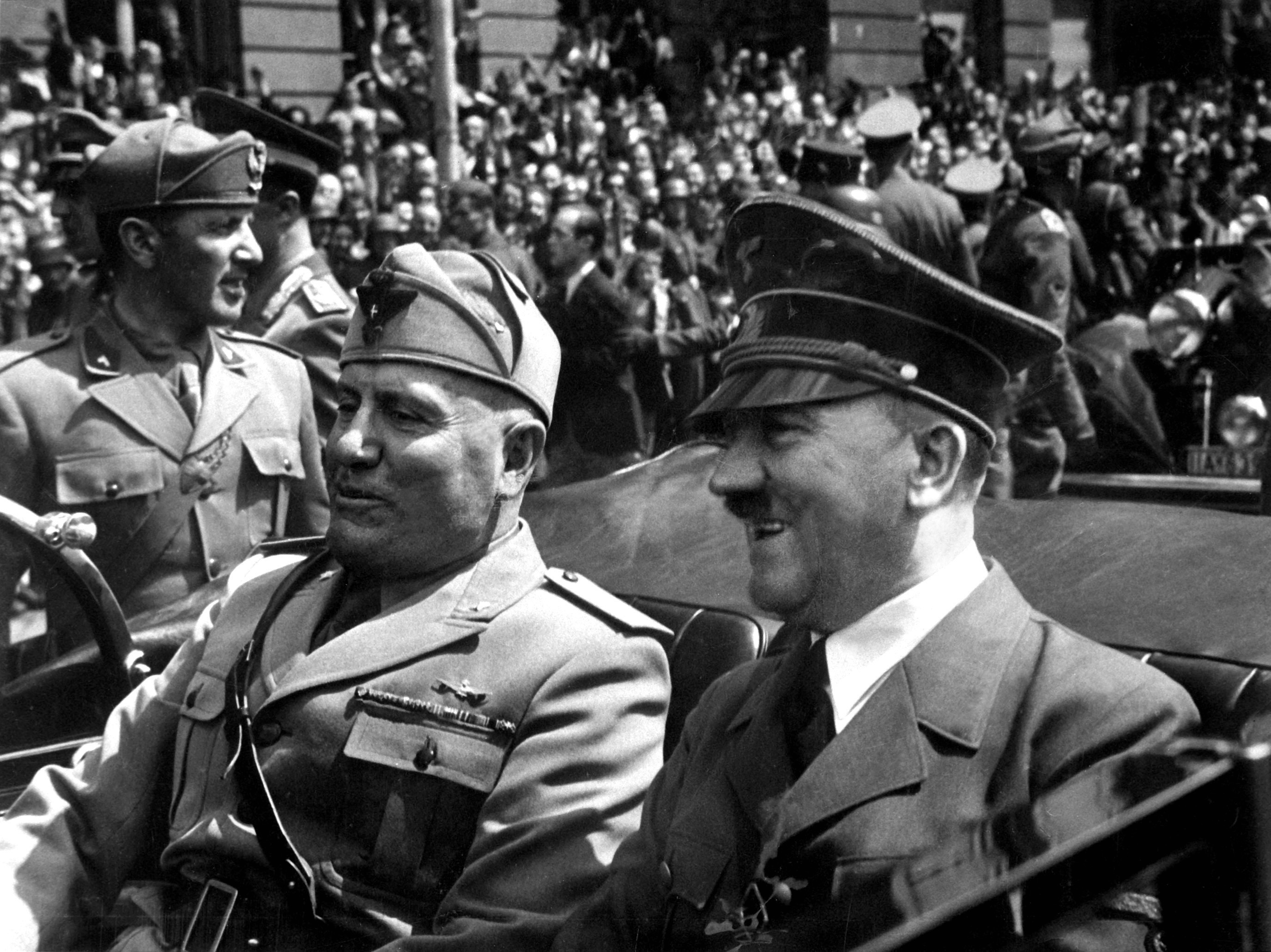
Mussolini e Hitler em junho de 1940

Em 1935 Mussolini decidiu invadir a Etiópia; 2 313 italianos e 275 000 etíopes morreram. A Segunda Guerra Ítalo-Etíope resultou no isolamento internacional da Itália; a única nação que apoiou a agressão da Itália foi a Alemanha nazista. Depois de ser condenada pela Liga das Nações, a Itália decidiu deixar a Liga em 11 de dezembro de 1937. Mussolini não teve outra escolha senão juntar-se a Hitler na política internacional, por isso abandonou relutantemente o apoio à independência austríaca e Hitler prosseguiu com o Anschluss, a anexação da Áustria, em 1938. Mais tarde, Mussolini apoiou as reivindicações alemãs sobre os Sudetos na Conferência de Munique. Em 1938, sob a influência de Hitler, Mussolini apoiou a adoção de leis raciais antissemitas na Itália. Depois que a Alemanha anexou a Tchecoslováquia em março de 1939, a Itália invadiu a Albânia e tornou-a um protetorado italiano.
À medida que a guerra se aproximava, em 1939, o regime fascista intensificou uma campanha agressiva na imprensa contra a França, alegando que os seus residentes italianos estavam a sofrer.  Isto foi importante para a aliança, uma vez que ambos os regimes tinham reivindicações mútuas sobre a França: a Alemanha sobre a Alsácia-Lorena, povoada por alemães, e a Itália, sobre as cidades mistas de Nice e Córsega, povoadas por italianos e franceses. Em maio de 1939, foi assinada uma aliança formal com a Alemanha, conhecida como Pacto do Aço. Mussolini sentiu-se obrigado a assinar o pacto, apesar das suas próprias preocupações de que a Itália não poderia travar uma guerra num futuro próximo. Esta obrigação surgiu das suas promessas aos italianos de que construiria um império para eles e do seu desejo pessoal de não permitir que Hitler se tornasse o líder dominante na Europa.  Mussolini foi repelido pelo acordo do Pacto Molotov-Ribbentrop, onde a Alemanha e a União Soviética concordaram em dividir a Segunda República Polaca em zonas alemãs e soviéticas para uma invasão iminente. O governo fascista viu isto como uma traição ao Pacto Anticomintern, mas decidiu permanecer oficialmente em silêncio. 

#### Segunda Guerra Mundial e queda do fascismo

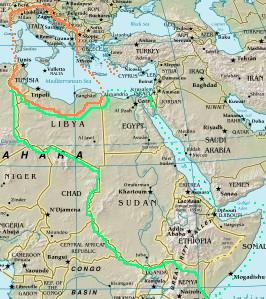
Mapa da Grande Itália de acordo com o projeto fascista de 1940, caso a Itália tivesse vencido a Segunda Guerra Mundial (a linha laranja delimita a Itália metropolitana, a linha verde as fronteiras do Império Italiano ampliado.)

Quando a Alemanha invadiu a Polônia em 1 de setembro de 1939, dando início à Segunda Guerra Mundial, Mussolini optou por permanecer não beligerante, embora tenha declarado o seu apoio a Hitler. Ao traçar planos de guerra, Mussolini e o regime fascista decidiram que a Itália teria como objectivo anexar grandes porções de África e do Médio Oriente. Permaneceu a hesitação do rei e do comandante militar Pietro Badoglio que alertou Mussolini que a Itália tinha poucos tanques, veículos blindados e aeronaves disponíveis para poder levar a cabo uma guerra de longo prazo; Badoglio disse a Mussolini "É suicídio" a Itália envolver-se no conflito europeu.  Mussolini e o regime fascista esperaram assim que a França fosse invadida pela Alemanha em junho de 1940 (Batalha da França) antes de decidirem envolver-se.
A Itália entrou na guerra em 10 de junho de 1940, cumprindo as suas obrigações para com o Pacto de Aço. Mussolini esperava capturar rapidamente Saboia, Nice, Córsega e as colônias africanas da Tunísia e Argélia dos franceses, mas a Alemanha assinou um armistício (22 de junho: Segundo Armistício em Compiègne) com o marechal Philippe Pétain estabelecendo a França de Vichy, que manteve o controle sobre o sul França e colônias. Esta decisão irritou o regime fascista.  No verão de 1940, Mussolini ordenou o bombardeio da Palestina Britânica e a conquista da Somalilândia Britânica. Em setembro, ordenou a invasão do Egito; apesar do sucesso inicial, as forças italianas foram logo rechaçadas pelos britânicos (ver Operação Compasso). Hitler teve que intervir com o envio do Afrika Korps do General Erwin Rommel, que foi o esteio da campanha no Norte da África.
Em 28 de Outubro, Mussolini lançou um ataque à Grécia. A Força Aérea Real impediu a invasão italiana e permitiu que os gregos empurrassem os italianos de volta para a Albânia. Hitler veio em auxílio de Mussolini atacando os gregos através dos Bálcãs. A Campanha dos Balcãs teve como resultado a dissolução da Jugoslávia e a derrota da Grécia. A Itália ganhou o sul da Eslovênia, Dalmácia, Montenegro e estabeleceu os estados fantoches da Croácia e do Estado Helênico. Em 1942, estava vacilante, pois a sua economia não conseguia adaptar-se às condições da guerra e as cidades italianas eram fortemente bombardeadas pelos Aliados. Além disso, apesar dos avanços de Rommel, a campanha no Norte de África começou a falhar no final de 1942. O colapso total ocorreu após a derrota decisiva em El Alamein.
Em 1943, a Itália perdia em todas as frentes. Metade das forças italianas que lutavam na União Soviética foram destruídas,  a campanha africana falhou, os Balcãs permaneceram instáveis e os italianos queriam o fim da guerra.  Em julho de 1943, os Aliados invadiram a Sicília num esforço para tirar a Itália da guerra e estabelecer uma posição segura na Europa. Em 25 de julho, Mussolini foi deposto pelo Grande Conselho do Fascismo e preso por ordem do rei Vítor Emanuel III, que nomeou o general Pietro Badoglio como novo primeiro-ministro. Badoglio eliminou os elementos finais do regime fascista ao proibir o Partido Nacional Fascista e depois assinou um armistício com as forças armadas aliadas.

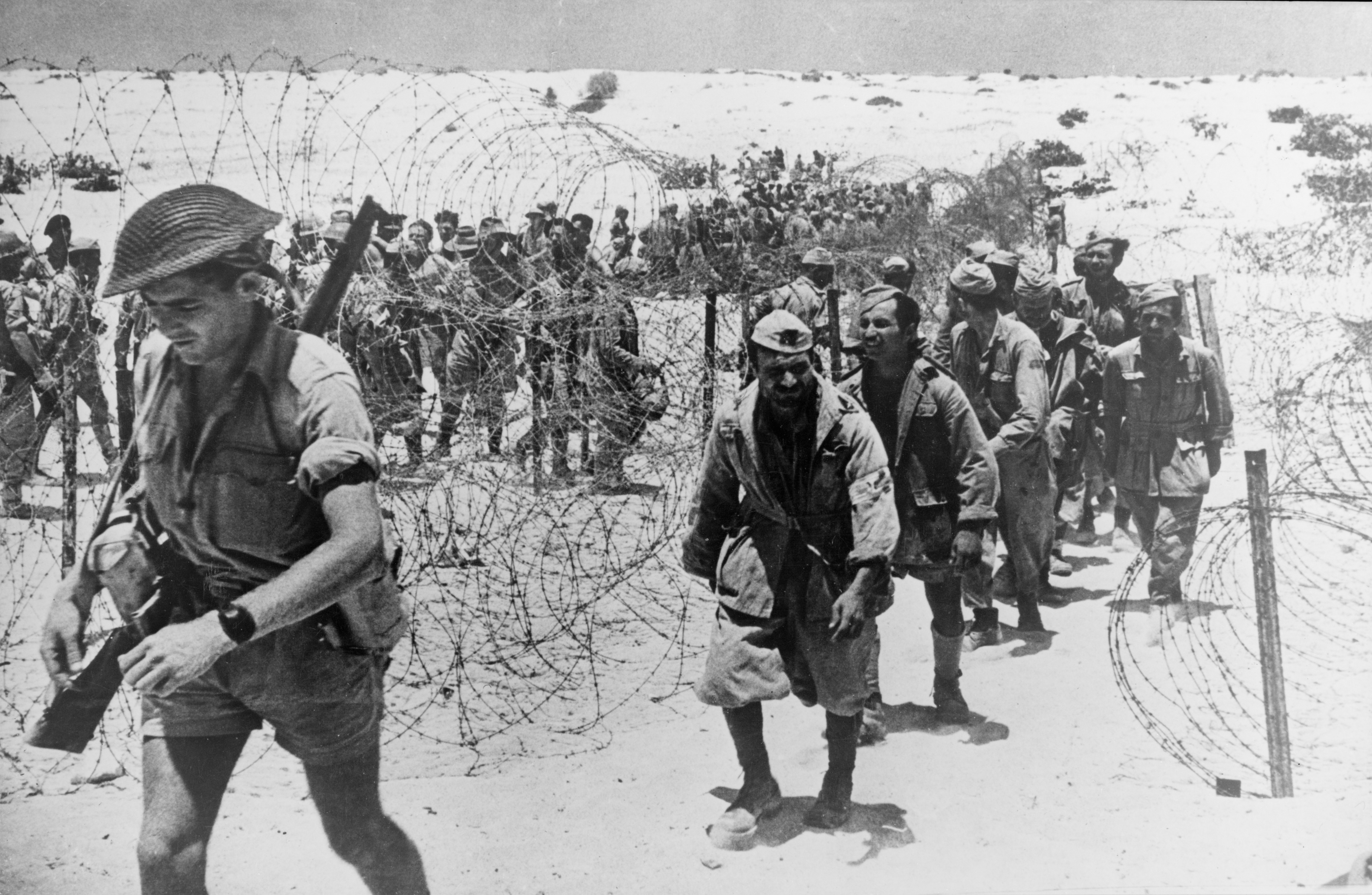
Prisioneiros italianos em El Alamein, novembro de 1942

Donald Detwiler observa que "a entrada da Itália na guerra mostrou muito cedo que a sua força militar era apenas uma casca vazia. Os fracassos militares da Itália contra a França, Grécia, Iugoslávia e nos teatros de guerra africanos abalaram fortemente o novo prestígio da Itália." Os historiadores debatem há muito tempo a razão pela qual os militares italianos e o seu regime fascista foram tão notavelmente ineficazes numa actividade – a guerra – que era central para a sua identidade. MacGregor Knox diz que a explicação "foi antes de mais nada um fracasso da cultura militar e das instituições militares da Itália". Norman Polmar e Thomas B. Allen argumentam que "a Regia Aeronautica falhou em ter um desempenho eficaz no conflito moderno." James Sadkovich dá a interpretação mais caridosa dos fracassos italianos, culpando o equipamento inferior, a extensão excessiva e as rivalidades entre as forças. Suas forças tinham "mais do que a sua cota de desvantagens".

#### Guerra Civil, avanço aliado e libertação

Bandeira do Comitê de Libertação Nacional

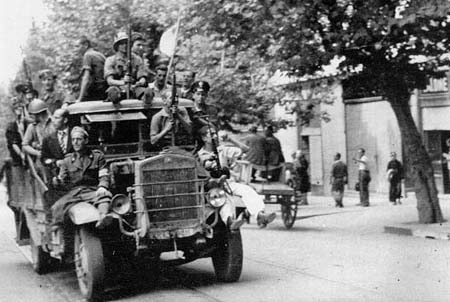
Insurgentes celebrando a libertação de Nápoles, após os Quatro Dias de Nápoles (27 a 30 de setembro de 1943)

Logo após ser deposto, Mussolini foi resgatado por um comando alemão na Operação Carvalho. Os alemães trouxeram Mussolini para o norte da Itália, onde ele criou um estado fantoche fascista, a República Social Italiana (RSI). Enquanto isso, os Aliados avançavam no sul da Itália. Em setembro de 1943, Nápoles levantou-se contra as forças de ocupação alemãs. Os Aliados organizaram algumas tropas monarquistas italianas no Exército Cobeligerante Italiano, enquanto outras tropas continuaram a lutar ao lado da Alemanha nazista no Esercito Nazionale Repubblicano, o Exército Nacional Republicano. Um grande movimento de resistência italiano iniciou uma longa guerra de guerrilha contra as forças alemãs e fascistas, enquanto os confrontos entre o Exército Fascista RSI e o Exército Cobeligerante Realista Italiano eram raros. Os alemães, muitas vezes ajudados por fascistas, cometeram diversas atrocidades contra civis italianos em zonas ocupadas, como o massacre de Ardeatine e o massacre de Sant'Anna di Stazzema. O Reino da Itália declarou guerra à Alemanha Nazista em 13 de outubro de 1943; as tensões entre as Potências do Eixo e os militares italianos estavam aumentando após o fracasso na defesa da Sicília.
Em 4 de junho de 1944, a ocupação alemã de Roma chegou ao fim à medida que os Aliados avançavam. A vitória final dos Aliados sobre o Eixo na Itália não ocorreu até a ofensiva da primavera de 1945, depois que as tropas aliadas romperam a Linha Gótica, levando à rendição das forças alemãs e fascistas na Itália em 2 de maio, pouco antes da Alemanha finalmente se render, encerrando a Segunda Guerra Mundial na Europa em 8 de maio. Estima-se que entre setembro de 1943 e abril de 1945, cerca de 60 mil soldados aliados e 50 mil soldados alemães morreram na Itália.

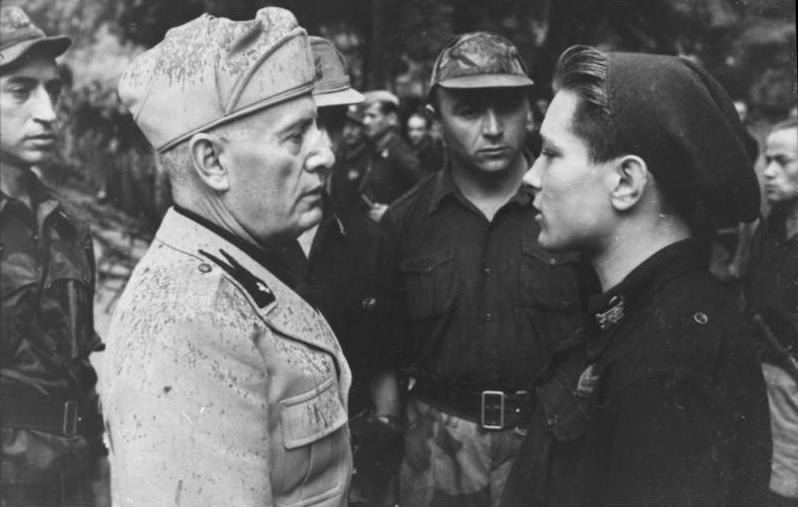
O chefe da República Social Italiana, Benito Mussolini, com um soldado em 1944

Durante a Segunda Guerra Mundial, os crimes de guerra italianos incluíram execuções extrajudiciais e limpeza étnica pela deportação de cerca de 25 000 pessoas, principalmente judeus, croatas e eslovenos, para os campos de concentração italianos, como Rab, Gonars, Monigo, Renicci di Anghiari e em outros lugares. OS guerrilheiros iugoslavos perpetraram os seus próprios crimes contra a população local de etnia italiana durante e após a guerra, incluindo os massacres de Foibe. Na Itália e na Iugoslávia, ao contrário da Alemanha, poucos crimes de guerra foram processados.

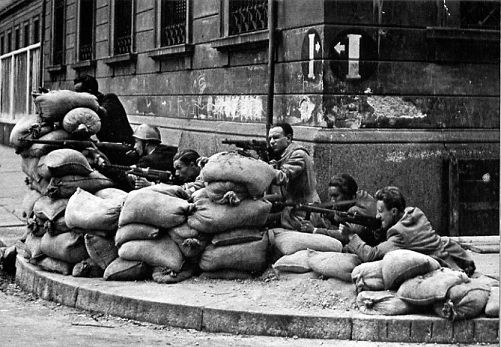
Partidários antifascistas italianos em Milão durante a Guerra Civil Italiana, abril de 1945

Em 25 de Abril de 1945, o Comitê de Libertação Nacional do Norte de Itália proclamou uma insurreição geral em todos os territórios ainda ocupados pelos nazistas, indicando a todas as forças partidárias activas no Norte de Itália que faziam parte do Corpo de Voluntários da Liberdade para atacar os fascistas e alemães. guarnições impondo a rendição, dias antes da chegada das tropas aliadas; ao mesmo tempo, o Comité de Libertação Nacional do Norte de Itália emitiu pessoalmente decretos legislativos, assumindo o poder "em nome do povo italiano e como delegado do Governo italiano", estabelecendo entre outras coisas a sentença de morte para todos os fascistas hierarcas, Hoje o evento é comemorado na Itália todo 25 de abril pelo Dia da Libertação, Dia Nacional introduzido em 22 de abril de 1946, que celebra a libertação do país do fascismo.
Mussolini foi capturado em 27 de abril de 1945, por guerrilheiros comunistas italianos perto da fronteira com a Suíça, enquanto tentava escapar da Itália. No dia seguinte, ele foi executado por alta traição. Dias depois, em 2 de maio de 1945, as forças alemãs na Itália se renderam. Em 9 de junho de 1944, Badoglio foi substituído como primeiro-ministro pelo líder antifascista Ivanoe Bonomi. Em junho de 1945, Bonomi foi substituído por Ferruccio Parri, que por sua vez deu lugar a Alcide de Gasperi em 4 de dezembro de 1945. Finalmente, De Gasperi supervisionou a transição para uma República após a abdicação de Vittorio Emanuele III em 9 de maio de 1946, o reinado de um mês de seu filho Humberto II ("Rei de Maio") e o Referendo Constitucional que aboliu a monarquia; De Gasperi tornou-se brevemente Chefe de Estado interino e também Primeiro-Ministro em 18 de junho de 1946, mas cedeu a antiga função ao Presidente Provisório Enrico de Nicola dez dias depois.

### Antifascismo contra o regime de Mussolini

Bandeira de Arditi del Popolo, um machado cortando um fasces. Arditi del Popolo foi um grupo militante antifascista fundado em 1921.

Na Itália, o regime fascista de Mussolini usou o termo antifascista para descrever os seus oponentes. A polícia secreta de Mussolini era oficialmente conhecida como Organização para Vigilância e Repressão do Antifascismo (OVRA). Durante a década de 1920, antifascistas, muitos deles do movimento trabalhista, lutaram contra os violentos Camisas-Negras e contra a ascensão do líder fascista Benito Mussolini. Depois que o Partido Socialista Italiano (PSI) assinou um pacto de pacificação com Mussolini e seus Fasces de Combate em 3 de agosto de 1921, e os sindicatos adotaram uma estratégia legalista e pacificadora, membros do movimento operário que discordavam desta estratégia formaram Arditi del Popolo.

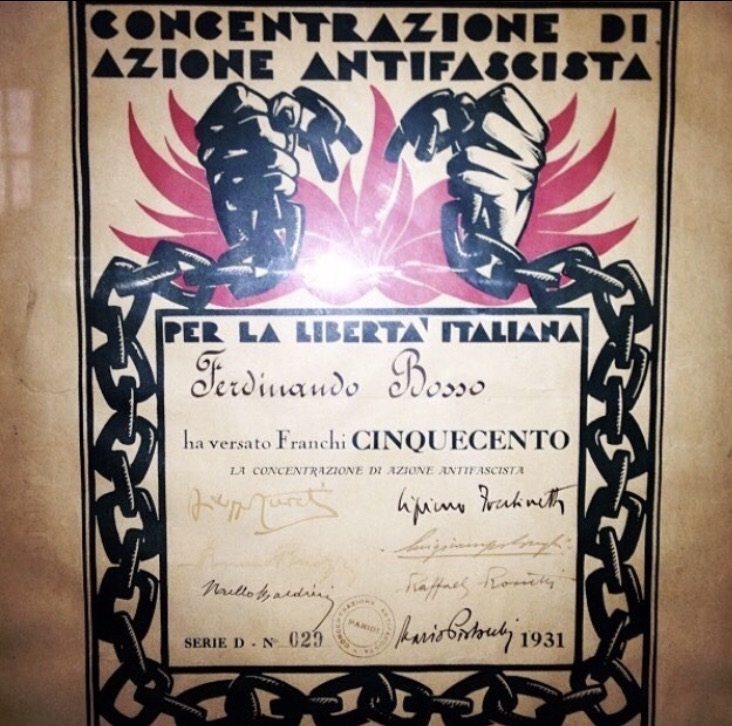
Distintivo de 1931 de membro da Concentrazione Antifascista Italiana

Bandeira da Giustizia e Libertà, movimento antifascista ativo de 1929 a 1945

A Confederação Geral Italiana do Trabalho (CGL) e o PSI recusaram-se a reconhecer oficialmente a milícia antifascista e mantiveram uma estratégia legalista não violenta, enquanto o Partido Comunista da Itália (PCd'I) ordenou aos seus membros que abandonassem a organização. O PCd'I organizou alguns grupos militantes, mas as suas ações foram relativamente menores. O anarquista italiano Severino Di Giovanni, que se exilou na Argentina após a Marcha sobre Roma de 1922, organizou vários atentados a bomba contra a comunidade fascista italiana. O liberal antifascista italiano Benedetto Croce escreveu seu Manifesto dos Intelectuais Antifascistas, que foi publicado em 1925. Outros notáveis antifascistas liberais italianos daquela época foram Piero Gobetti e Carlo Rosselli.
Concentrazione Antifascista Italiana (em inglês:  Italian Anti-Fascist Concentration), oficialmente conhecida como Concentrazione d'Azione Antifascista (Concentração de Ação Antifascista), foi uma coalizão italiana de grupos antifascistas que existiu de 1927 a 1934, tentando promover e coordenar ações de expatriados para combater o fascismo na Itália; eles publicaram um jornal de propaganda intitulado La Libertà. Giustizia e Libertà foi um movimento de resistência antifascista italiano, ativo de 1929 a 1945 que partilhava a crença numa oposição ativa e eficaz ao fascismo, em comparação com os antigos partidos antifascistas italianos. Giustizia e Libertà também conscientizou a comunidade internacional sobre as realidades do fascismo na Itália, graças ao trabalho de Gaetano Salvemini.
Entre 1920 e 1943, vários movimentos antifascistas estiveram activos entre os eslovenos e croatas nos territórios anexados à Itália após a Primeira Guerra Mundial, conhecidos como Marcha Juliana. A mais influente foi a organização militante insurgente TIGR, que realizou inúmeras sabotagens, bem como ataques a representantes do Partido Fascista e aos militares. A maior parte da estrutura subterrânea da organização foi descoberta e desmantelada pela OVRA em 1940 e 1941, e depois de junho de 1941 a maioria dos seus ex-ativistas juntaram-se aos Partisans Eslovenos. Muitos membros da resistência italiana deixaram suas casas e foram viver nas montanhas, lutando contra os fascistas italianos e os soldados nazistas alemães durante a Guerra Civil Italiana. Muitas cidades da Itália, incluindo Turim, Nápoles e Milão, foram libertadas por revoltas antifascistas.

### Fim do Reino da Itália (1946)

#### Referendo constitucional italiano

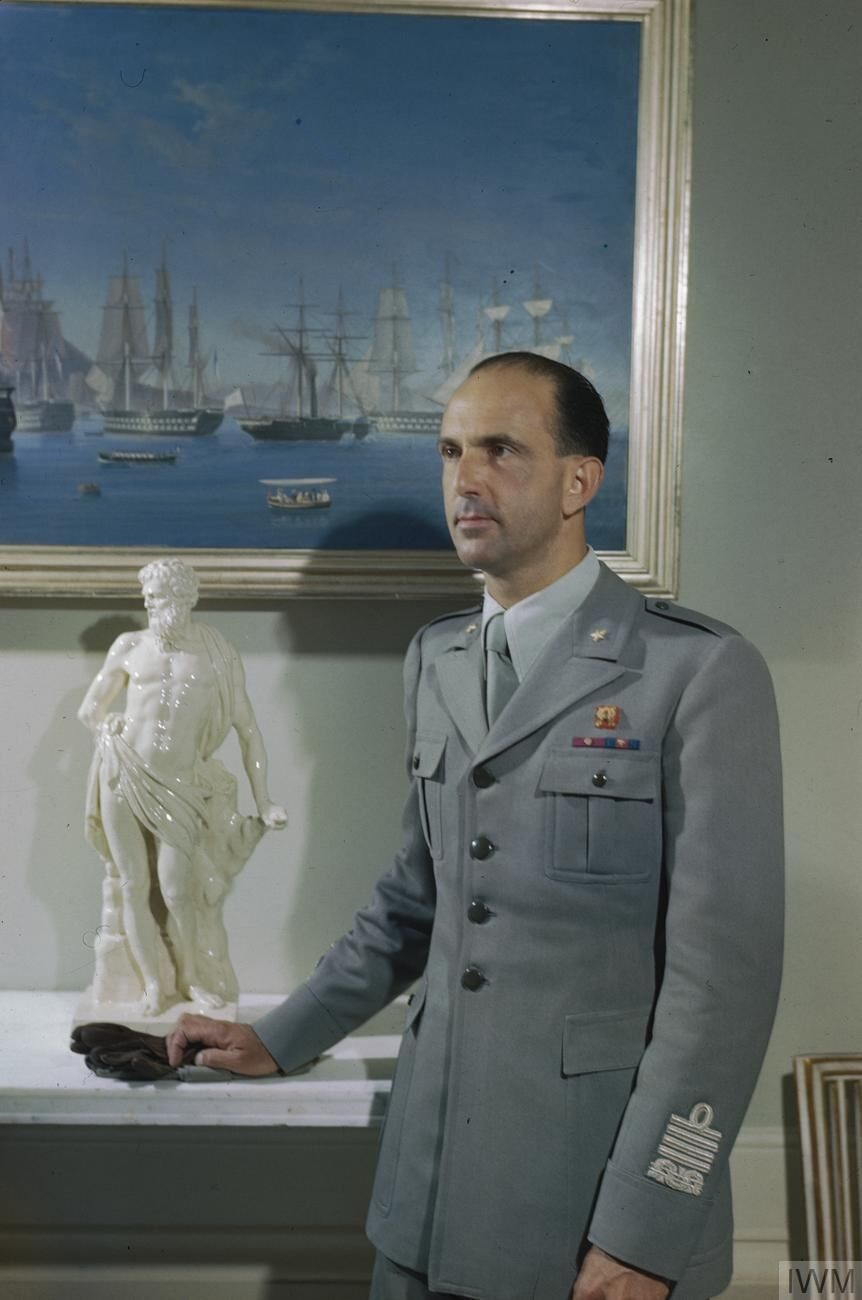
Humberto II, o último rei da Itália

Tal como o Japão e a Alemanha, o rescaldo da Segunda Guerra Mundial deixou a Itália com uma economia destruída, uma sociedade dividida e raiva contra a monarquia pelo seu apoio ao regime fascista durante os vinte anos anteriores.
Mesmo antes da ascensão dos fascistas, a monarquia era vista como tendo um mau desempenho, com a sociedade extremamente dividida entre o Norte rico e o Sul pobre. A Primeira Guerra Mundial resultou em poucos ganhos da Itália e foi vista como o que fomentou a ascensão do fascismo. Estas frustrações contribuíram para o renascimento do movimento republicano italiano. Na primavera de 1944, era óbvio que Victor Emmanuel estava demasiado contaminado pelo seu apoio anterior a Mussolini para ter qualquer papel adicional. Transferiu seus poderes constitucionais para o príncipe herdeiro Umberto, a quem nomeou tenente-general do reino e regente de facto.

Resultados do referendo de 1946

Vítor Emanuel III permaneceu nominalmente rei até pouco antes de um referendo de 1946 sobre permanecer uma monarquia ou tornar-se uma república. Em 9 de maio de 1946, abdicou em favor do príncipe herdeiro, que então ascendeu como rei Humberto II. No entanto, em 2 de junho de 1946, o lado republicano obteve 54% dos votos e a Itália tornou-se oficialmente uma república, dia celebrado desde então como Festa della Repubblica. Esta foi a primeira vez que as mulheres italianas votaram a nível nacional, e a segunda vez no geral, considerando as eleições locais realizadas alguns meses antes em algumas cidades.
A tabela de resultados mostra algumas diferenças relevantes nas diferentes partes da Itália. A península parecia drasticamente dividida em duas, como se existissem dois países homogéneos diferentes: o Norte para a república (com 66,2%); o Sul para a monarquia (com 63,8%). Alguns grupos monarquistas alegaram que houve manipulação por parte dos republicanos, socialistas e comunistas do norte. Outros argumentaram que a Itália ainda era demasiado caótica em 1946 para realizar um referendo preciso.
Umberto II decidiu deixar Itália em 13 de junho para evitar os confrontos entre monarquistas e republicanos, já manifestados em acontecimentos sangrentos em várias cidades italianas, por receio de que se pudessem estender a todo o país. Exilou-se em Portugal. A partir de 1 de janeiro de 1948, com a entrada em vigor da Constituição da República Italiana, os descendentes masculinos de Humberto II de Saboia foram proibidos de entrar na Itália; a disposição foi revogada em 2002.

#### Consequências

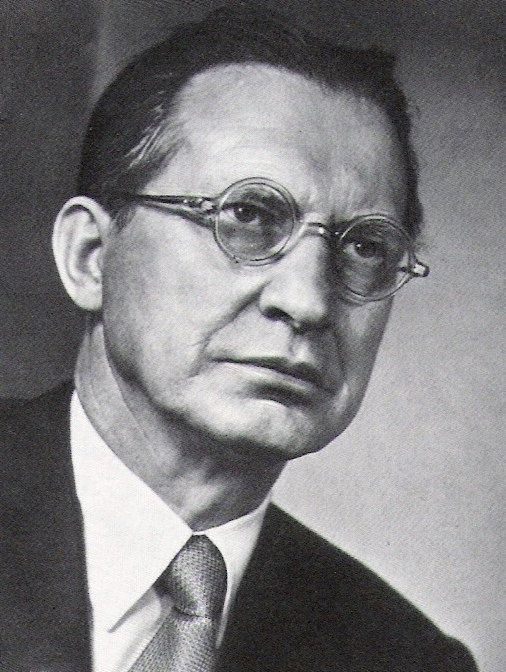
Alcide De Gasperi, primeiro primeiro-ministro republicano da Itália e um dos fundadores da União Europeia

A Constituição Republicana, resultante do trabalho de uma Assembleia Constituinte formada pelos representantes de todas as forças antifascistas que contribuíram para a derrota das forças nazistas e fascistas durante a Guerra Civil Italiana, foi aprovada em 1 de janeiro de 1948.
Sob o Tratado de Paz com a Itália de 1947, Ístria, Kvarner, a maior parte da Marcha Juliana, bem como a cidade dálmata de Zara foram anexadas pela Iugoslávia causando o Êxodo juliano-dálmata, que levou à emigração de 1943 a 1960 de entre 230 e 350 mil italianos étnicos locais (italianos da Ístria e italianos dálmatas), sendo os demais eslovenos étnicos, croatas étnicos e istro-romenos étnicos, optando por manter a cidadania italiana. Mais tarde, o Território Livre de Trieste foi dividido entre os dois estados. A Itália também perdeu suas possessões coloniais, encerrando formalmente o Império Italiano. A fronteira italiana que se aplica hoje existe desde 1975, quando Trieste foi formalmente anexada novamente à Itália.
Os receios de uma possível tomada de poder pelos comunistas revelaram-se cruciais para o primeiro resultado eleitoral do sufrágio universal em 18 de abril de 1948, quando os Democratas Cristãos, sob a liderança de Alcide De Gasperi, obtiveram uma vitória esmagadora. Consequentemente, em 1949 a Itália tornou-se membro da OTAN. O Plano Marshall ajudou a relançar a economia italiana que, até ao final da década de 1960, desfrutou de um período de crescimento económico sustentado, vulgarmente denominado "Milagre Económico". Na década de 1950, a Itália tornou-se um dos seis países fundadores das Comunidades Europeias, após o estabelecimento da Comunidade Europeia do Carvão e do Aço em 1952 e as subsequentes criações em 1958 da Comunidade Económica Europeia e da Comunidade Europeia da Energia Atómica. Em 1993, os dois primeiros foram incorporados à União Europeia.

## Evolução do Reino da Itália

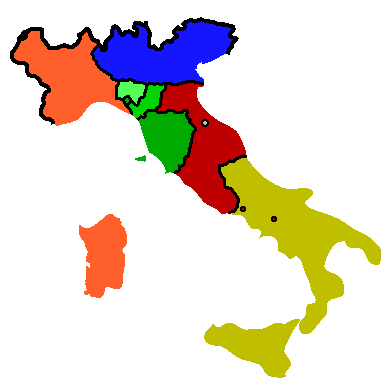
Os Estados italianos em 1859, às vésperas da Segunda Guerra da Independência Italiana
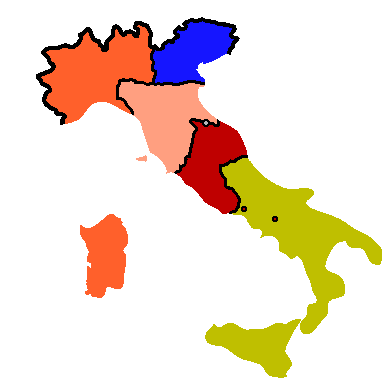
O Reino da Sardenha em 1860, após a anexação da Lombardia e antes da anexação das Províncias Unidas da Itália Central[d]
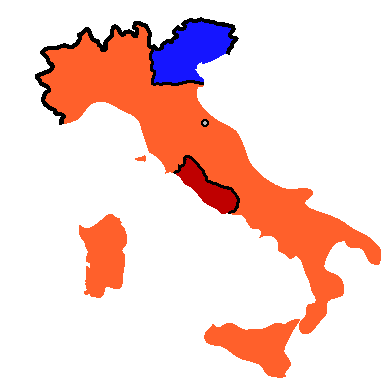
O Reino da Itália em 1861, após a Expedição dos Mil
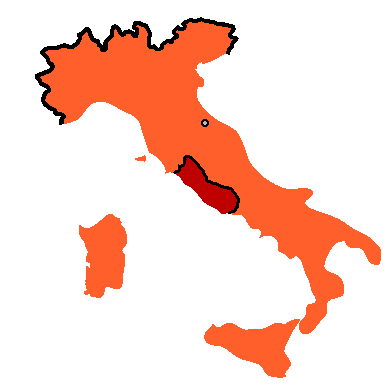
O Reino da Itália em 1866, após a Terceira Guerra de Independência Italiana
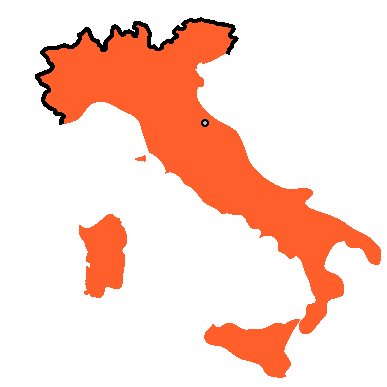
O Reino da Itália após a conquista de Roma e do Lácio (Captura de Roma, 20 de setembro de 1870)
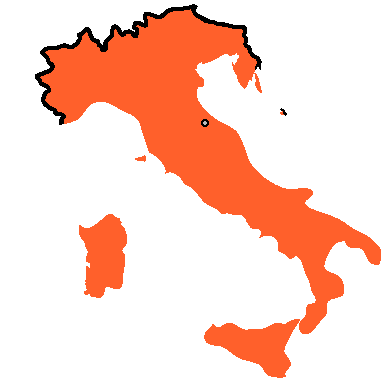
O Reino da Itália em 1924 após a Primeira Guerra Mundial, compreendendo as Venezas Tridentina e Giulia, a cidade de Fiume e a cidade dálmata de Zara
O Reino da Itália atingiu sua maior extensão em 1943, durante a Segunda Guerra Mundial, com a anexação de territórios da França e da Iugoslávia. Os territórios anexados por este último são a área que constitui a província de Liubliana, a área fundida com a província de Fiume e as áreas que constituem o Governorado da Dalmácia.

- Reino da Sardenha (Reino da Itália a partir de 1861)
- Reino das Duas Sicílias
- Estados Papais
- Reino Lombardo-Vêneto

| - Grão-Ducado da Toscana - Ducado de Módena e Régio - Ducado de Parma e Placência - Províncias Unidas da Itália Central |

## Cronologia de brasões

(1861–1870)
(1861–1890)
(1890–1927)
(1927–1929)
(1929–1944)
(1944–1946)

### Historiografia
- Albanese, Giulia. "Reconsidering the March on Rome," European History Quarterly (2012) 42#3 pp 403–421.
- Ferrari, Paolo. "The Memory And Historiography Of The First World War In Italy" Comillas Journal of International Relations (2015) #2 pp 117–126  ISSN 2386-5776 doi:10.14422/cir.i02.y2015.009
- Keserich, Charles. "The Fiftieth Year of the" March on Rome": Recent Interpretations of Fascism." History Teacher (1972) 6#1 pp: 135–142 JSTOR 492632.
- Pergher, Roberta. "An Italian War? War and Nation in the Italian Historiography of the First World War" Journal of Modern History (Dec 2018) 90#4
- Renzi, William A. In the Shadow of the Sword: Italy's Neutrality and Entrance Into the Great War, 1914–1915 (1987).